# Afrique du Sud
Ne doit pas être confondu avec l'Afrique australe. Pour l'ancienne forme de l'État sud-africain, voir Union d'Afrique du Sud.
République d'Afrique du Sud
(en) Republic of South Africa 
(zu) iRiphabhuliki yaseNingizimu Afrika 
(xh) iRiphabliki yomZantsi Afrika 
(af) Republiek van Suid-Afrika 
(nso) Repabliki ya Afrika-Borwa 
L'Afrique du Sud, en forme longue la république d'Afrique du Sud, est un pays d'Afrique australe. Sa capitale administrative est Pretoria. Il est frontalier à l'ouest-nord-ouest avec la Namibie, au nord et au nord-nord-est avec le Botswana, au nord-est avec le Zimbabwe, et à l'est-nord-est avec le Mozambique et l'Eswatini. Le Lesotho est un État enclavé dans le territoire sud-africain.
L'Afrique du Sud compte 64,39 millions d’habitants, en 2025 répartis en 80,2 % de Noirs, 8,8 % de Coloureds, 8,4 % de Blancs et 2,5 % d'Asiatiques. Nation aux phénotypes très variés, l'Afrique du Sud est ainsi en Afrique le pays présentant la plus grande portion de populations dites coloureds, blanches et asiatiques. Elle est souvent appelée « nation arc-en-ciel », notion inventée par l'archevêque anglican et militant des droits de l'homme sud-africain Desmond Tutu pour désigner la diversité de la nation sud-africaine et qui a remplacé le concept de société plurale employé précédemment par les théoriciens de l'apartheid (1948-1991). L’Afrique du Sud est le pays africain ayant le plus haut PIB, devant le Nigeria et l’Égypte.
L'égalité des revenus entre les différents groupes de populations n'a pas progressé depuis la fin de l'apartheid et l'Afrique du Sud connaît un taux d'inégalité parmi les plus élevés au monde. C'est toutefois une puissance de référence pour le continent africain avec l'une des économies les plus développées du continent et des infrastructures modernes couvrant tout le pays. C'est la deuxième puissance économique d'Afrique derrière le Nigeria,. Le pays se caractérise aussi par une importante population de souche européenne (Afrikaners, Anglo-sud-africains) et par d'importantes richesses minières (or, diamant, charbon, etc.) qui en ont fait un allié indispensable des pays occidentaux durant la guerre froide.
La dénomination « république d'Afrique du Sud » a succédé à celle d'« union d'Afrique du Sud » le 31 mai 1961, lorsque le pays a cessé d'être une monarchie constitutionnelle pour devenir une république.

## Géographie
La république d'Afrique du Sud est entourée au nord par la Namibie (ancienne province sud-africaine du Sud-Ouest africain), le Botswana et le Zimbabwe, au nord-est par le Mozambique et l'Eswatini. Le Lesotho est enclavé au sein du territoire sud-africain.
À ce territoire s'ajoute l’archipel des Îles du Prince-Édouard (île Marion et île du Prince-Edward) et, jusqu'en 1994, Walvis Bay (enclavée au sein du Sud-Ouest africain et seul port en eau profonde de la région).
Les frontières terrestres sud-africaines atteignent 5 244 km (Botswana : 1 969 km ; Lesotho : 1 106 km ; Namibie : 1 005 km ; Mozambique : 496 km ; Eswatini : 438 km ; Zimbabwe : 230 km).

### Climats
Les climats régionaux du territoire sont :
- Région du Cap : climat méditerranéen
- Sud-est, région de Durban : climat subtropical humide
- Côte atlantique : climat désertique
- Plateaux du nord : climat tropical

Pour faire face à la sécheresse, les autorités instaurent en octobre 2019 des restrictions d’eau dans les principales villes du pays. Plusieurs régions du centre et du nord du pays avaient déjà subi des coupures d'eau, notamment en raison de la défaillance des installations du principal distributeur d’eau d'Afrique du Sud, Rand Water. Dans certaines provinces, comme celles du Cap-Oriental et du Cap-Occidental, la sécheresse a ruiné les récoltes et provoqué la mort de troupeaux de bétail.

### Espace montagneux
Dans la partie sud du pays se trouvent les monts du Drakensberg, qui s'étendent du KwaZulu-Natal jusqu'à la province du Cap (ceinture plissée du Cap), soit sur environ 1 000 km.
L'altitude moyenne est de 3 000 m, le point culminant de ce relief étant le Thabana Ntlenyana, au Lesotho, à 3 482 m. C'est dans ce massif que se trouve le plus haut sommet d'Afrique du Sud, le Mafadi, à 3 450 m.
Le massif du Drakensberg est plutôt ancien avec des sommets arrondis ; c'est une zone verdoyante et un lieu de vie du peuple San. C'est également dans ce massif que le fleuve Orange prend sa source.
Au nord du pays se trouve une ancienne zone volcanique, Pilanesberg. C'est une zone relativement escarpée qui comporte des cratères. La faune y est très riche : mammifères dont des cervidés, etc.
On y rencontre également une flore typique : adansonia, teck, ébène, hibiscus, etc.
Enfin, l'altitude suffisamment élevée pour cette latitude permet la pratique du ski lors de l'hiver austral. Il n'est pas rare, comme lors du mois de juin 2007, de voir tomber de la neige en quantité (30 cm en une journée). Elle reste cependant généralement cantonnée aux plus hauts sommets du Drakensberg pendant l'hiver, et même si la température est assez basse pour l'empêcher de fondre, la faiblesse des précipitations limite l'enneigement. La neige tombe une fois tous les dix ans sur Johannesburg, mais presque jamais à Pretoria, pourtant distante de seulement 60 kilomètres, mais à une altitude plus faible.

### Plaines
Les plaines se situent principalement dans le Nord-Ouest et dans l'État libre d'Orange, qui sont les greniers céréaliers de l'Afrique du Sud, grâce à la production de blé et de maïs. Le coton est également cultivé. On y pratique aussi l'élevage de moutons. Le pays est au palmarès des huit premiers producteurs de coton d'Afrique de l'est, du sud et du nord au milieu des années 2010 et neuvième au palmarès des producteurs africains de thé au début de la décennie 2010, dominé par le Kenya.
Le sous-sol est également très riche en or, en diamants, en uranium et en charbon, particulièrement dans les villes de Kimberley et Bloemfontein.
Le nord-ouest du pays est occupé par le désert du Kalahari qui s'étend également sur le Botswana et la Namibie, et qui a une superficie de près de 1 million de km2. Caractérisé par ses dunes de sable rouge, c'est un désert semi-aride comportant de nombreuses zones de savanes et quelques arbres tels les acacias à épines et les baobabs.
On y observe de nombreuses migrations animales.

### Littoraux
L'Afrique du Sud compte 2 898 km de côtes.
Le long de la façade de l'Atlantique, le littoral est plutôt régulier et les côtes mesurent 2 798 kilomètres. Dans le Namaqualand on observe une explosion florale pendant un mois, où plus de 4 000 espèces végétales fleurissent en même temps, lys, aloes, protea, etc. entre mi-août et mi-septembre. Cette zone est très touristique. La zone du cap de Bonne-Espérance est principalement rocheuse et des colonies de manchots y sont installées. On trouve également l'île aux Phoques Robben Island qui accueille des phoques venant principalement de l'Antarctique.
Plus à l'est, le littoral est une alternance de côtes rocheuses et de plages de sable fin.
Les principales stations balnéaires sont dans l'est du pays, East London, Jeffreys Bay, Port Elizabeth, Durban…
On trouve également des zones maritimes protégées dans le cadre de parcs Nationaux comme la réserve Phinda (en), s'étendant sur terre et au large, où l'on peut pratiquer la plongée sous-marine.

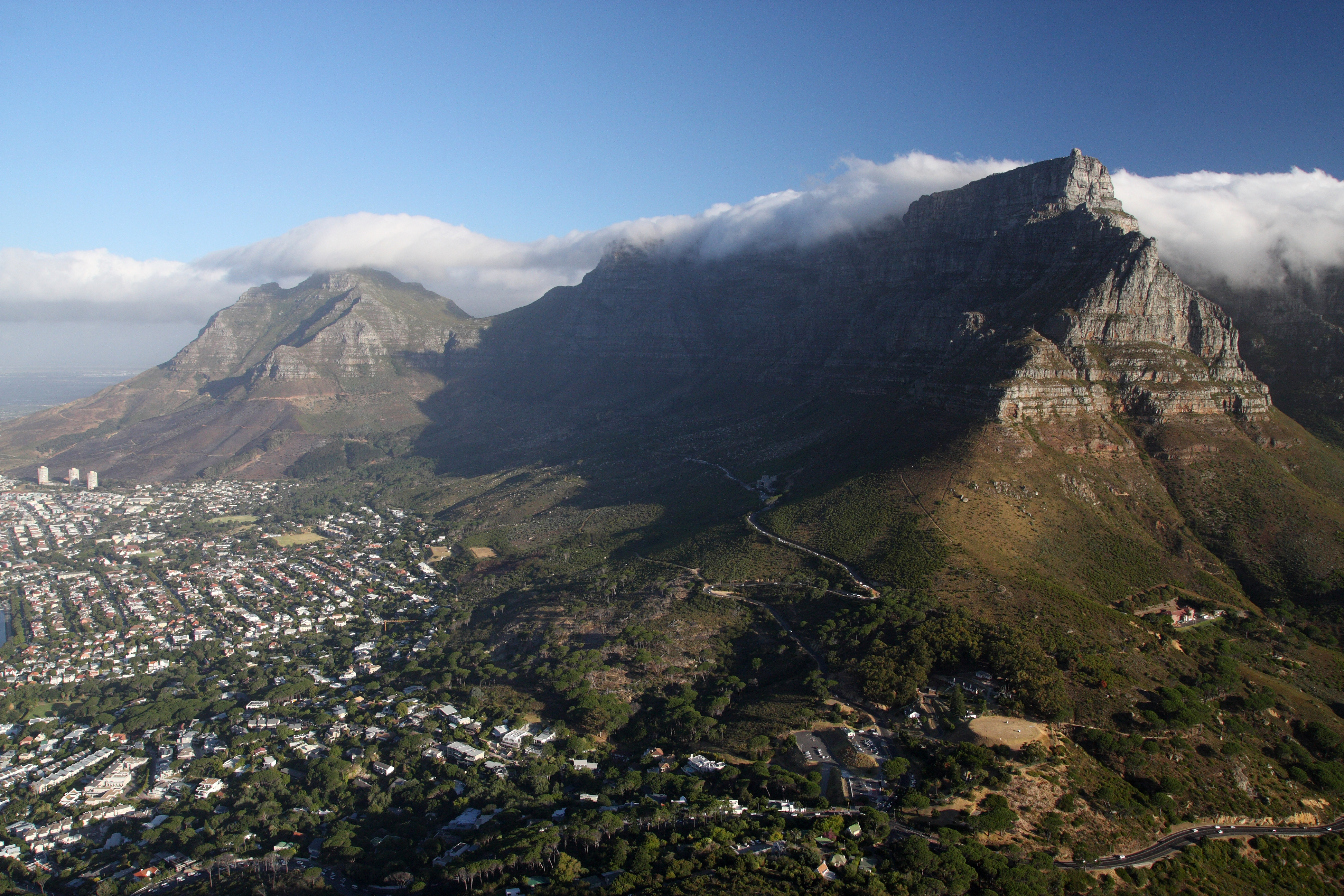
Montagne de la Table au Cap
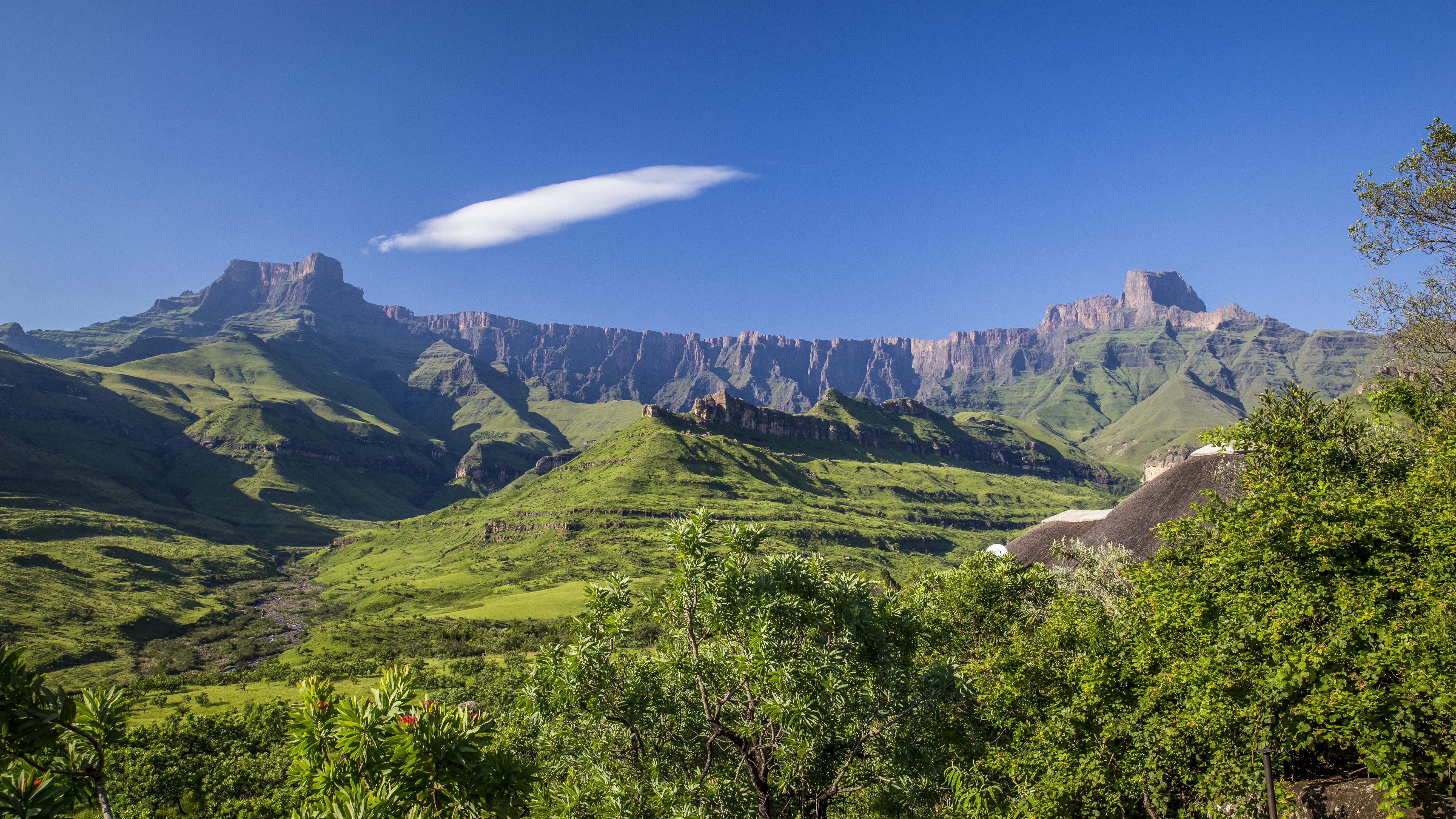
Montagnes du Drakensberg au KwaZulu-Natal.
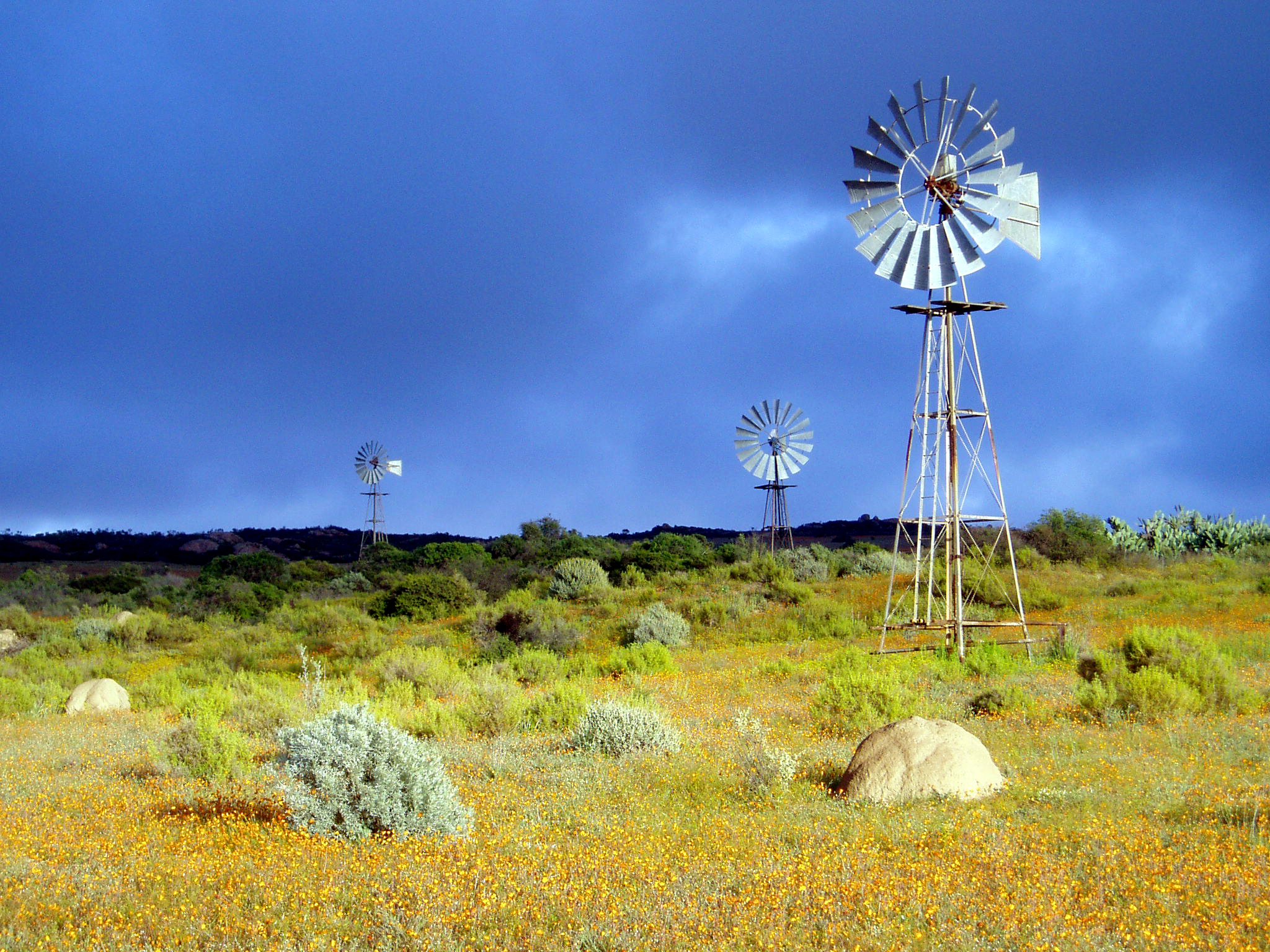
Namaqualand au Cap-Occidental.
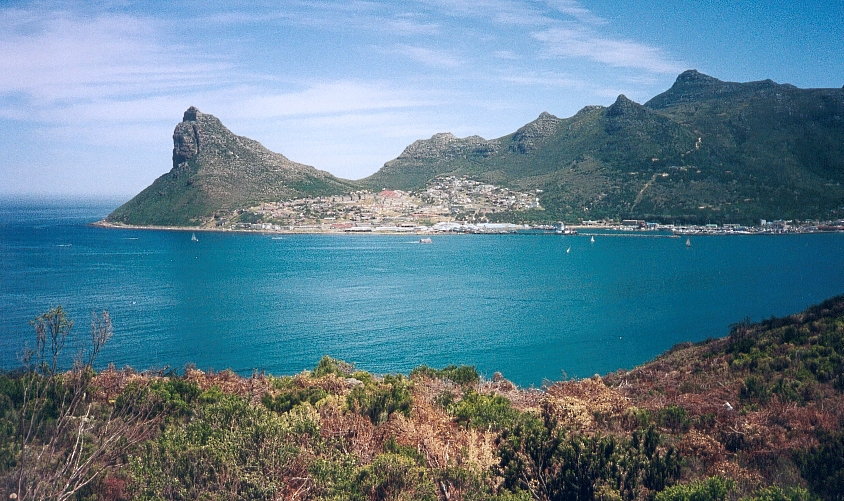
Péninsule du Cap.

### Faune et flore
L'Afrique du Sud possède, grâce à sa grande variété d'écosystèmes, une faune et une flore très diversifiées. Les déserts, savanes arides, savanes humides, forêts, fynbos, montagnes et côtes, offrent de nombreuses niches écologiques pour les nombreuses espèces animales et végétales. Des populations très importantes de mammifères marins vivent aux abords des côtes, notamment atlantiques, parmi lesquelles des baleines, des dauphins, des globicéphales et de très importantes colonies de pinnipèdes. Elle fait partie des dix-sept pays mégadivers, pays dont la biodiversité est la plus importante de la planète.

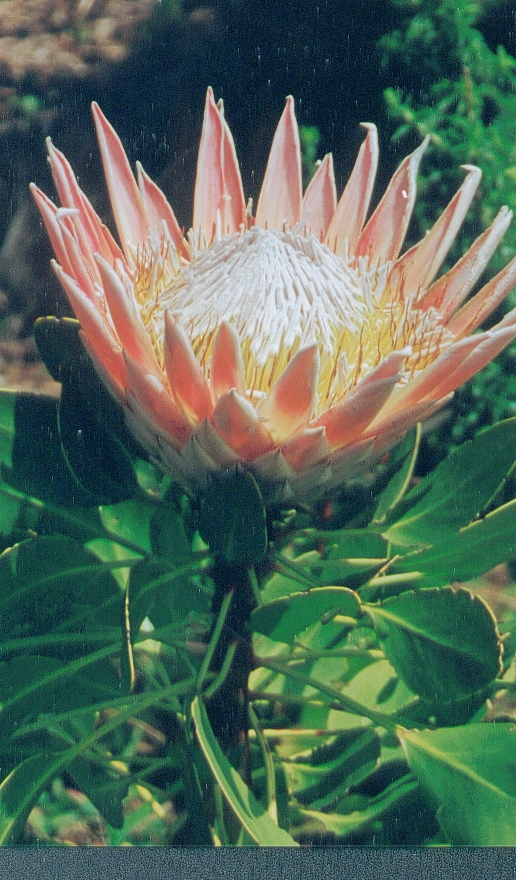
La protea royale, emblème végétal du pays.
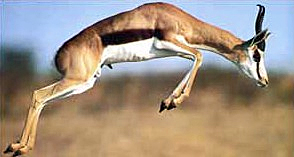
Antilope springbok, emblème animal de l'Afrique du Sud.

Depuis le début du XXe siècle, 37 espèces de plantes ont disparu en Afrique du Sud, principalement victimes de la déforestation.

### Géographie administrative

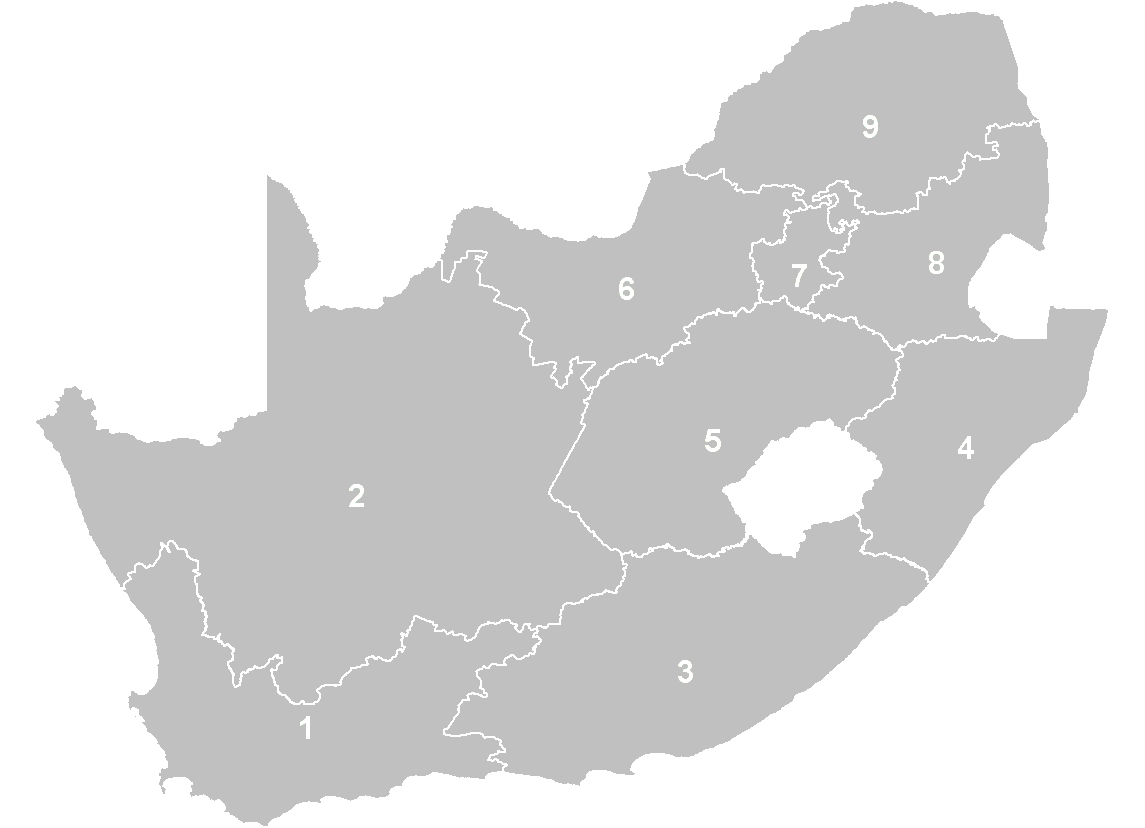
Carte d'Afrique du Sud avec les nouvelles frontières provinciales (2005).

Traditionnellement, l'on a reconnu historiquement trois capitales officielles à l'Afrique du Sud, l'une, administrative, à Pretoria, l'autre, législative, au Cap et enfin une troisième, judiciaire, à Bloemfontein. Toutefois désormais seule la ville du Cap est mentionnée par la Constitution en tant que siège du parlement. Par ailleurs, l'instance judiciaire suprême du pays, la Cour constitutionnelle, siégeant à Johannesbourg, la ville de Bloemfontein ne mérite dès lors plus son surnom de capitale judiciaire. La métropole de Johannesbourg, la plus riche du pays et siège de la Bourse sud-africaine, est également considérée comme sa capitale économique.
En avril 1994, les quatre provinces et les dix bantoustans qui constituaient géographiquement et politiquement l'Afrique du Sud ont été dissous pour former neuf nouvelles provinces intégrées :
1. Cap-Occidental (Western Cape) : Sud-Ouest de l'ancienne province du Cap ainsi que les deux îles de l'archipel du Prince-Édouard ;
2. Cap-Nord (Northern Cape) : Nord de l'ancienne province du Cap ;
3. Cap-Oriental (Eastern Cape) : Bantoustans indépendants du Transkei, du Ciskei et Sud-Est de l'ancienne province du Cap ;
4. KwaZulu-Natal : Natal et Zoulouland ;
5. État Libre (Free State) : État libre d'Orange et quelques homelands intégrés ;
6. Nord-Ouest (North West) : ancien Transvaal-Ouest, nord de la province du Cap et bantoustan du Bophuthatswana ;
7. Gauteng : ancien Pretoria-Witwatersrand-Vereeniging, au centre du Transvaal ;
8. Mpumalanga : ancienne région du Transvaal-Est ;
9. Limpopo (province) : ancienne région du Transvaal-Nord, appelée province du Nord entre 1995 et 2002.

Chacune de ces provinces est divisée en municipalités métropolitaines et en districts municipaux. Ces derniers sont à leur tour divisés en municipalités locales. Les municipalités locales et métropolitaines sont divisées en circonscriptions électorales appelées wards.
Les municipalités métropolitaines exercent l’intégralité du pouvoir municipal, contrairement aux autres territoires dans lesquels le pouvoir est partagé entre les districts et les municipalités locales.
Les municipalités métropolitaines sont dirigées par un conseil municipal dont les conseillers sont directement élus lors d’un scrutin proportionnel par liste.
Les huit municipalités métropolitaines correspondent aux plus grandes agglomérations du pays :
Buffalo City (East London), Le Cap, Ekurhuleni (East Rand), eThekwini (Durban), Johannesbourg, Mangaung (Bloemfontein), Nelson Mandela Bay (Port Elizabeth), et Tshwane (Pretoria),.
Les districts ont la charge de nombreuses missions dont le développement économique, l’entretien des routes et les transports publics. Les conseillers municipaux des districts sont élus au scrutin proportionnel par liste pour 40 % d’entre eux, les 60 % restants étant nommés au sein des conseils des municipalités locales.
Les districts municipaux sont divisés en 226 municipalités locales. Généralement, elles englobent une ou plusieurs villes ainsi que les villages et les zones rurales aux alentours. Les municipalités locales exercent le pouvoir local en complément des attributions des districts. Les conseillers sont élus pour moitié au scrutin proportionnel par liste, l’autre moitié étant élue au scrutin uninominal dans les wards (circonscriptions électorales).

## Histoire

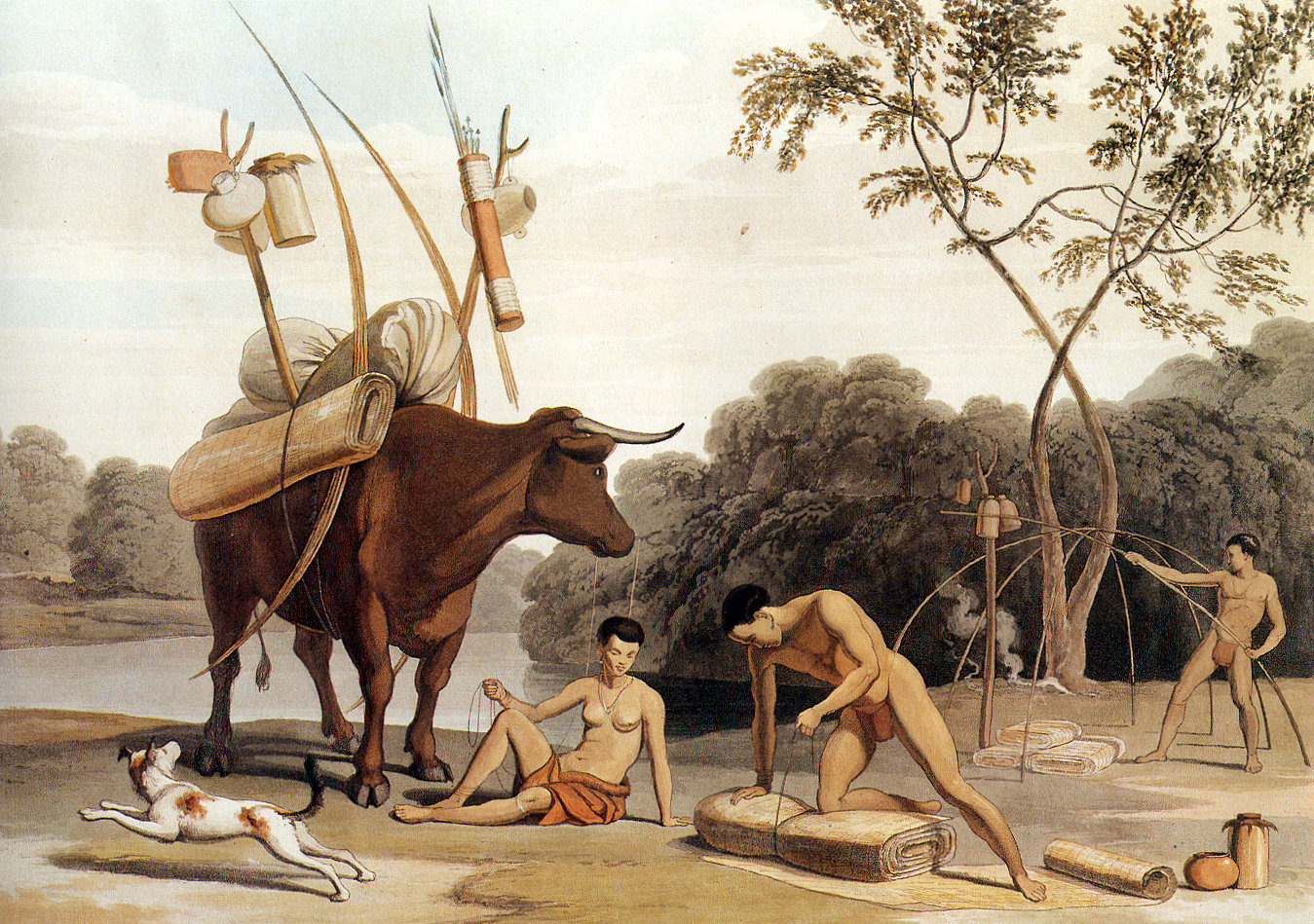
Une famille khoïkhoï.
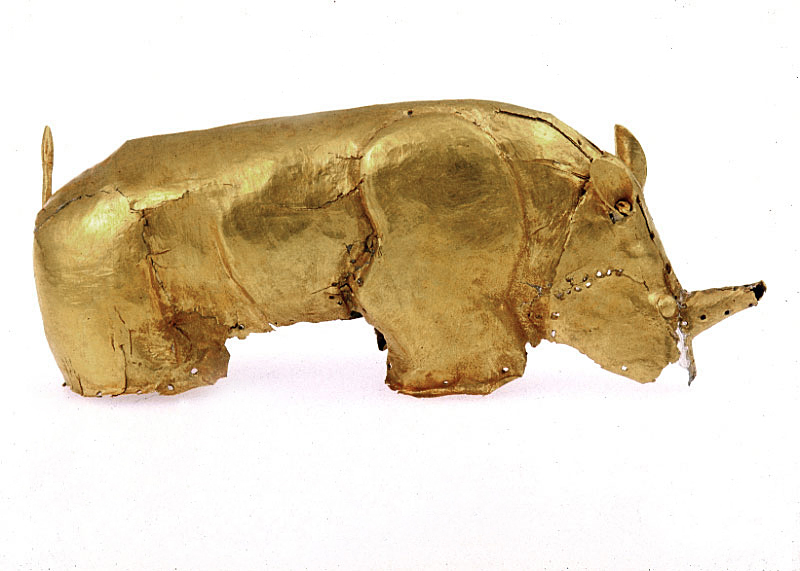
Rhinocéros d'or de Mapungubwe (IXe – XIIIe siècle).
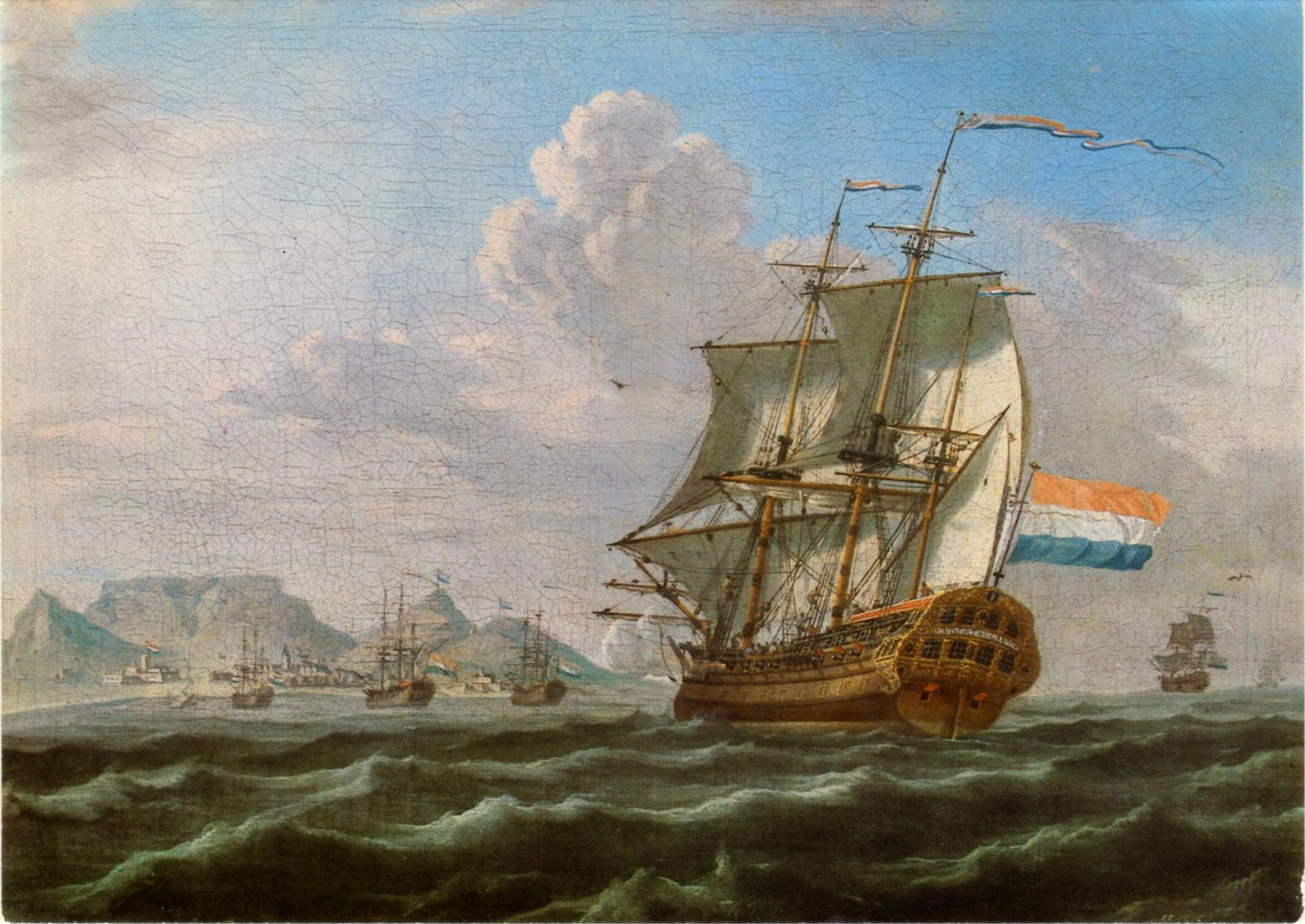
L'arrivée au Cap des navires de la Compagnie néerlandaise des Indes orientales (1762).
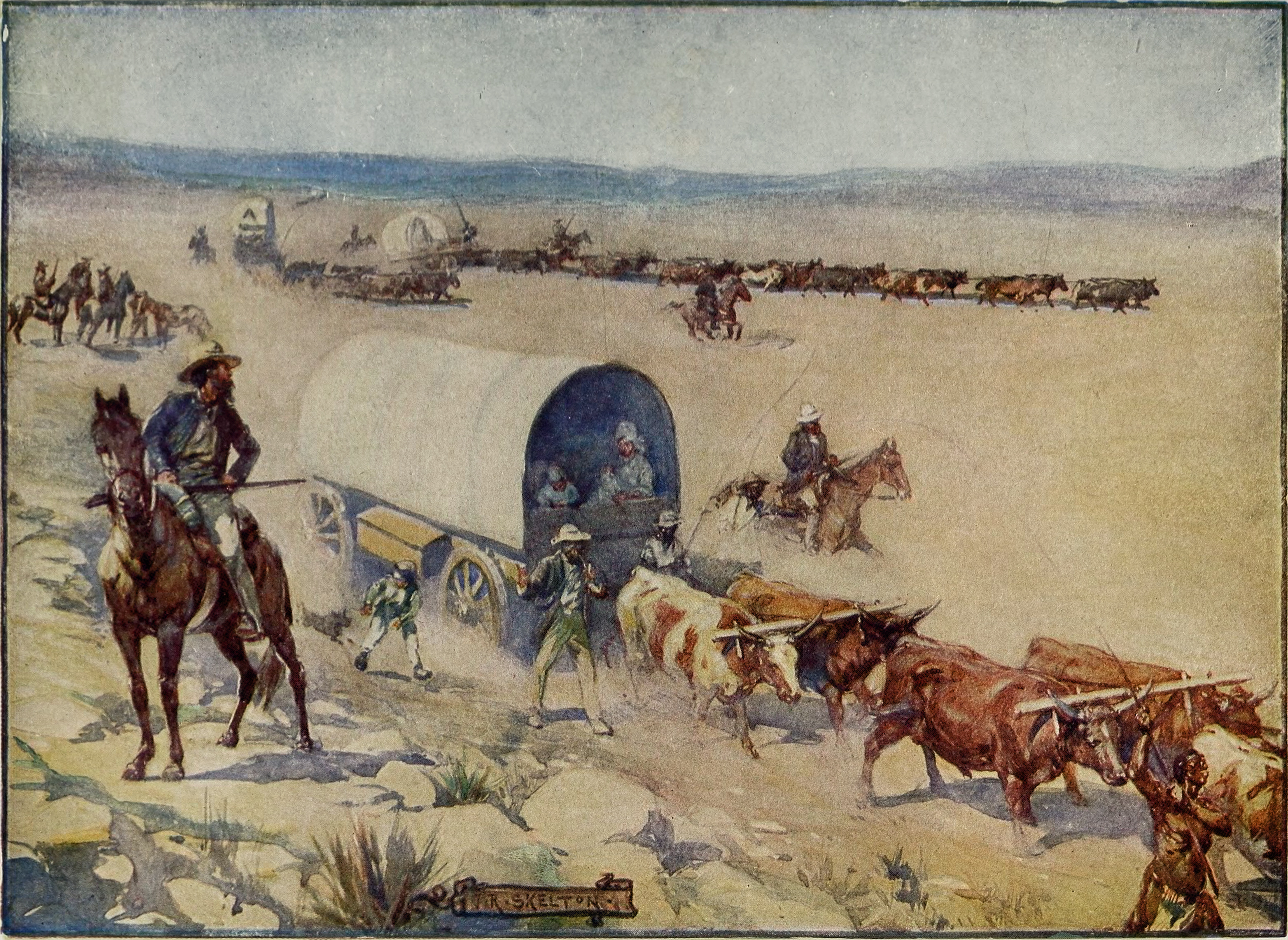
Les Voortrekkers - illustration de J.S. Skelton (1909).
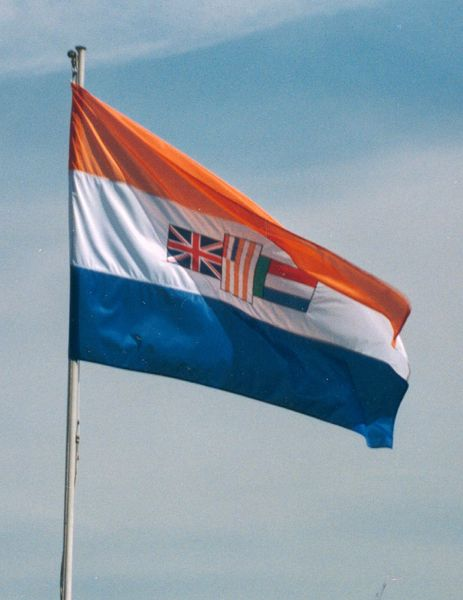
Le premier drapeau national d'Afrique du Sud (1928-1994).
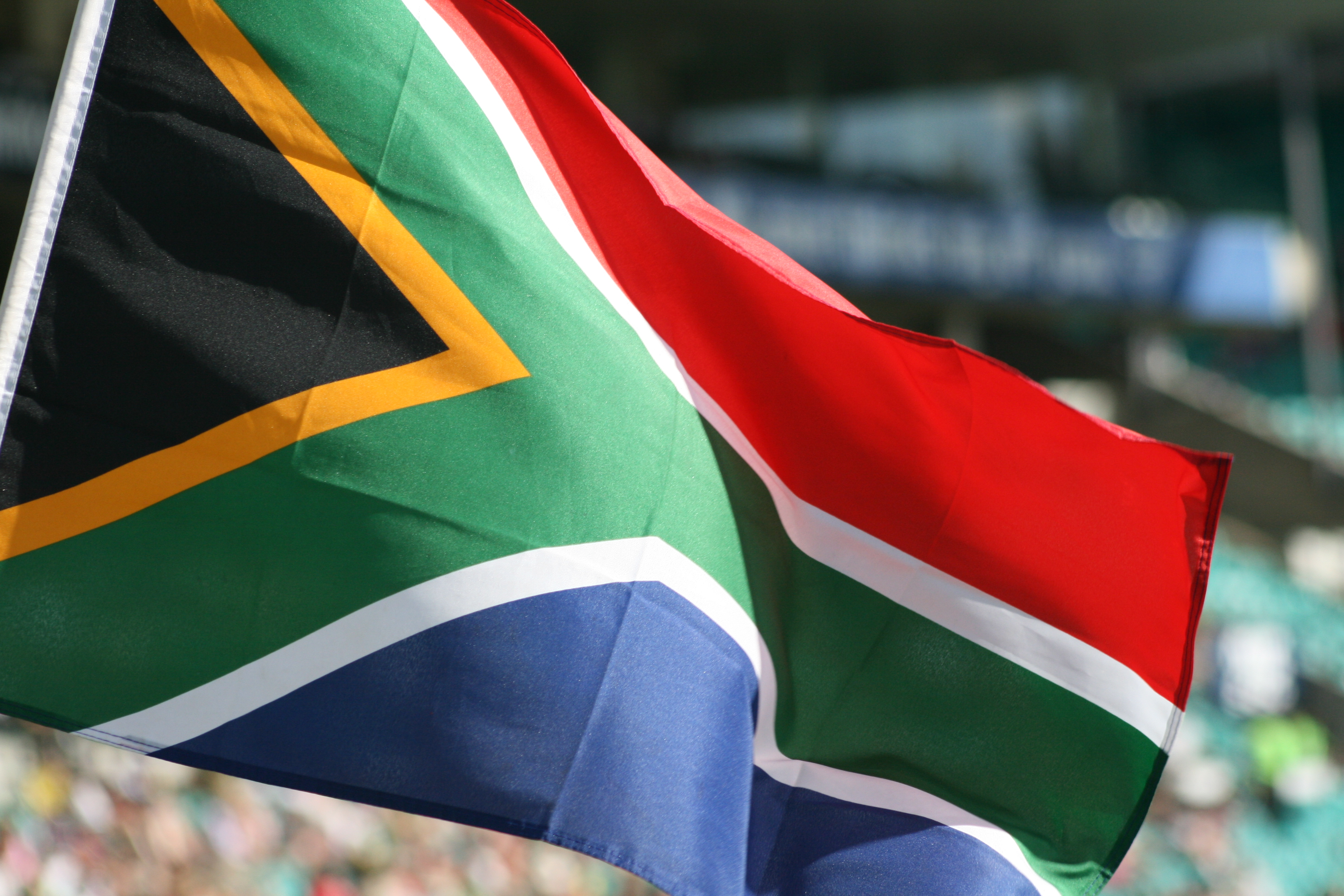
L'actuel drapeau d’Afrique du Sud adopté en 1994 pour les premières élections nationales non ségréguées.

### Origines
Les Khoïsan, regroupant les Khoïkhoïs et les Sans, sont les premiers habitants connus de l'Afrique du Sud (40 000 av. J.-C.).
Les premiers peuples de langues bantoues, venant à l'origine du grassland camerounais actuel, atteignent l'actuelle province du KwaZulu-Natal vers l'an 500 de notre ère. Au Xe siècle, des xhosas s'installent dans la région de la Fish River (Transkei).

### Arrivée des Européens et colonisation

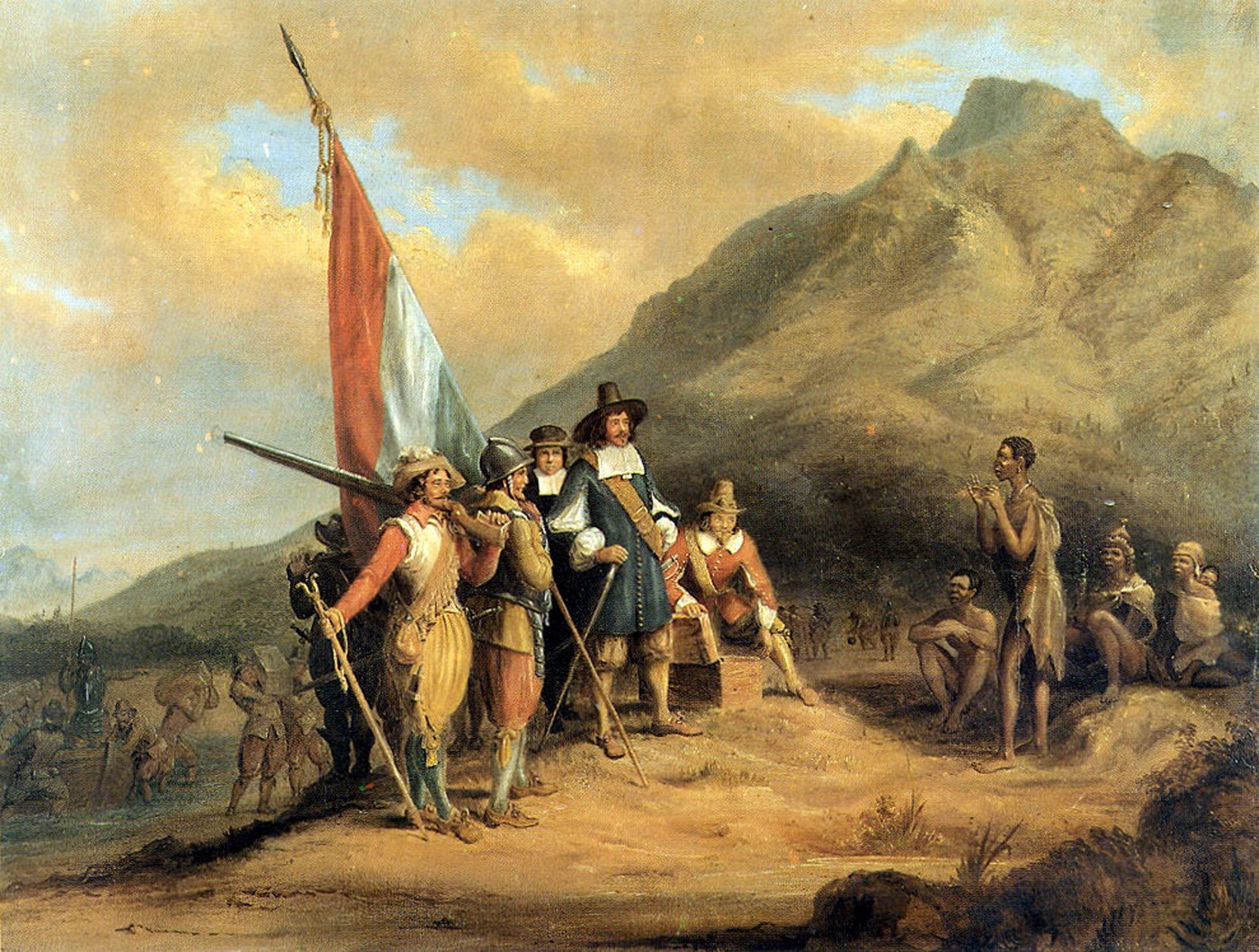
Arrivée de Jan van Riebeeck dans la baie de la Table en 1652 pour y fonder une station de ravitaillement et premiers contacts avec les Khoïkhoïs.

En 1488 le navigateur portugais Bartolomeu Dias atteint le cap des Tempêtes (cap de Bonne-Espérance), suivi en 1497 par le navigateur portugais Vasco de Gama qui longe la côte du Natal.
L'implantation définitive d'Européens en Afrique du Sud date de 1652 avec l'établissement, pour le compte de la Compagnie hollandaise des Indes orientales, d'une station de ravitaillement au Cap dirigée par le Néerlandais Jan van Riebeeck.
En 1657, plusieurs salariés de la compagnie sont autorisés à s'établir définitivement au Cap alors que des esclaves sont déportés de Batavia et de Madagascar pour pallier le manque de main-d'œuvre sur place. En 1688, deux cents huguenots français rejoignent les 800 administrés du comptoir commercial et fondent Franschhoek. En 1691, la colonie du Cap est mise en place.
C'est en 1770 que sont relatés les premiers contacts entre les Bantous et les Boers (les fermiers libres d'origine franco-néerlandaise) à la hauteur de la Great Fish River (à 900 km à l'est de la cité mère). Les relations sont rapidement conflictuelles et, en 1779, débute la première des neuf guerres cafres (1779-1878).
Entre 1795 et 1804, les Britanniques occupent l'Afrique du Sud. La colonie est restituée brièvement aux Néerlandais, entre 1804 et 1806.
En 1806, les Néerlandais cèdent définitivement la place aux Britanniques qui deviennent la nouvelle puissance coloniale.
De 1818 à 1825, lors du Mfecane, le roi des Zoulous, Chaka, étend son empire sur l'est de l'Afrique du Sud au prix d'une conquête sanglante sur les autres peuples tribaux.

### Le grand Trek et les conflits anglo-zoulous et anglo-boers
En 1835, les Boers quittent la colonie du Cap pour les territoires intérieurs de l'Afrique du Sud afin d'échapper à l'administration britannique. C'est le Grand Trek, parsemé de tragédies et de batailles (bataille de Blood River contre les Zoulous en 1838). Deux républiques boers indépendantes sont finalement fondées et reconnues par le Royaume-Uni : la république sud-africaine du Transvaal (1852) et l'État libre d'Orange (1854).
En 1866, la colonie du Cap étend également son territoire et annexe la cafrerie britannique alors que les premiers diamants sont découverts à Kimberley, puis des gisements d'or dans le Witwatersrand au Transvaal.

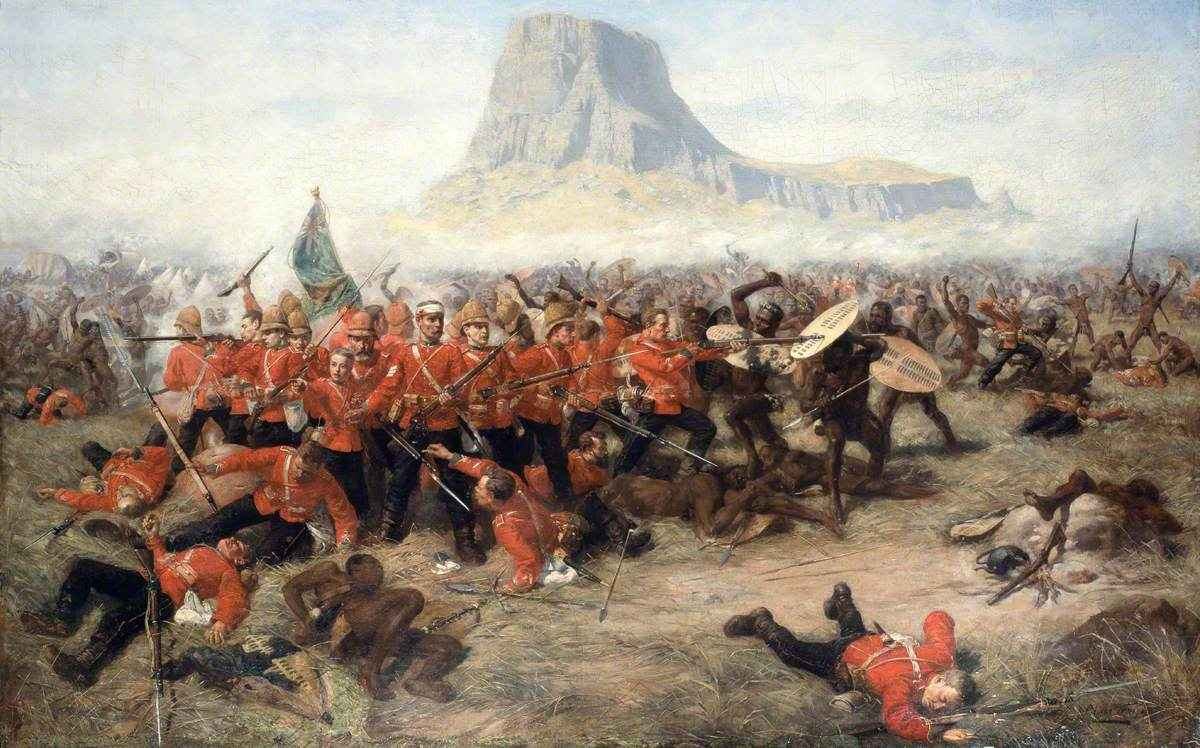
Bataille d'Isandhlwana (1879).

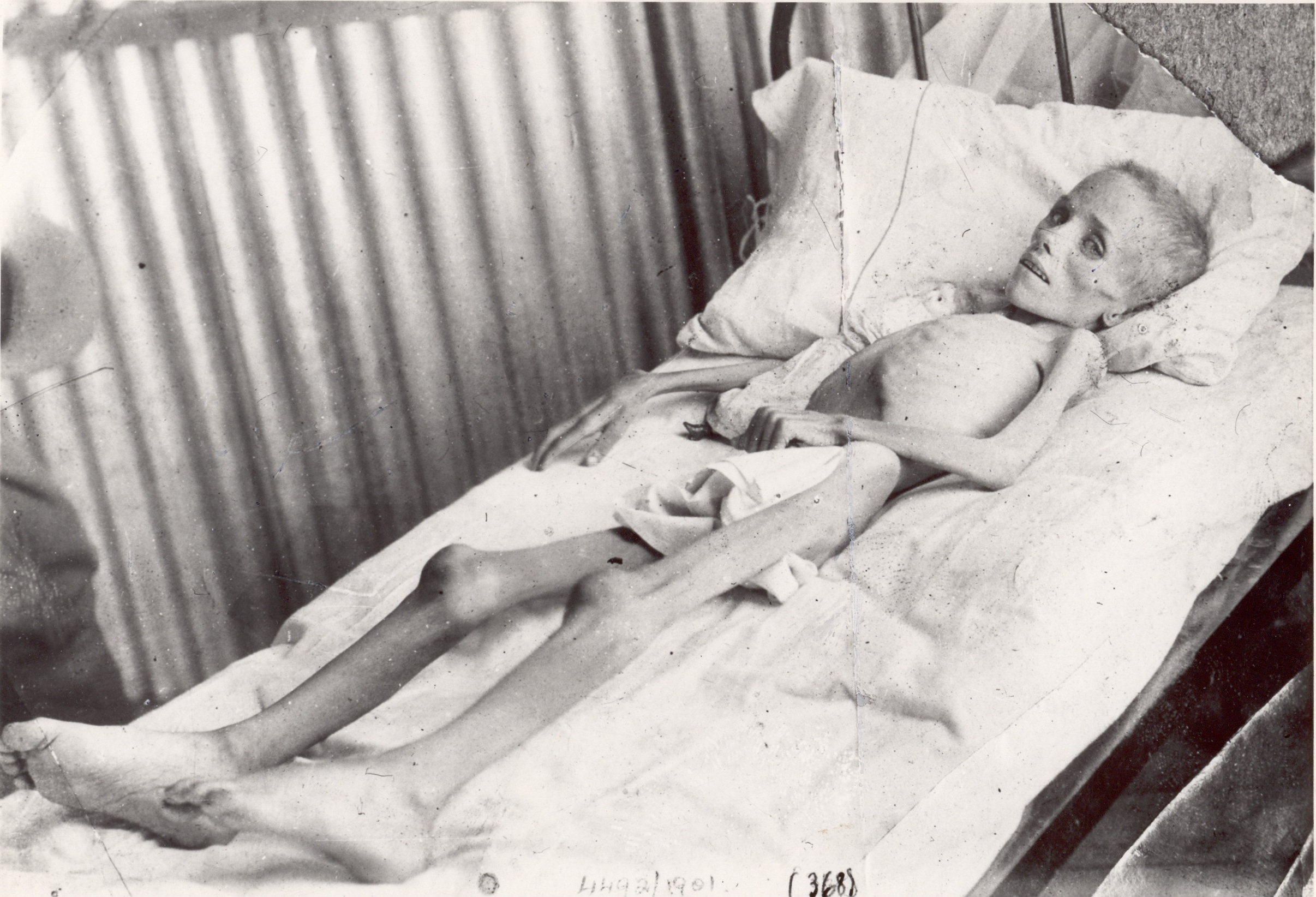
Lizzie van Zyl, enfant boer internée dans un camp de concentration britannique durant la seconde guerre des Boers.

En 1879, durant la Guerre anglo-zouloue, les Britanniques subissent une défaite historique lors de la bataille d'Isandhlwana avant de finalement s'imposer au Zoulouland.
Après l'annexion d'autres territoires tribaux, une des plus grandes spéculations de l'histoire boursière provoque la crise boursière des mines d'or sud-africaines de 1895, au moment du Raid Jameson, perpétré par les britanniques, en vue du percement de mines jusqu'à 4 kilomètres sous terre.
Motivée en partie par ces mines d'or, la seconde guerre des Boers (1899-1902) et l'annexion du Transvaal et de l'État libre d'Orange consacre la domination britannique sur la majeure partie de l'Afrique australe, au prix de l'internement et de la mort de milliers de civils boers dans des camps de concentration britanniques.

### L'Union sud-africaine (1910-1961)
Le 31 mai 1910, huit ans après la fin de la seconde guerre des Boers et après quatre ans de négociations, le South Africa Act accorde l'indépendance nominale, en créant l'union d'Afrique du Sud. Le pays est fondé à partir du regroupement des colonies du Cap, du Natal, du Transvaal et de l'Orange. Le South Africa Act établit une démocratie parlementaire sur le modèle de Westminster avec un régime de type monarchie constitutionnelle héréditaire (monarchie sud-africaine) et un parlement souverain. Les modalités d'octroi du droit de vote diffèrent cependant entre les quatre nouvelles provinces (si le corps électoral est essentiellement blanc, les provinces du Natal et du Cap accordent sous condition censitaire le droit de vote aux personnes de couleur dites « civilisées »). Le général boer Louis Botha devient le premier chef du gouvernement sud-africain.
En 1912, un parti politique, le Congrès national africain (ANC), est fondé à Bloemfontein, revendiquant une plus grande participation des populations noires aux affaires du pays. L'année suivante, le Native land act est adopté. Basé sur le système des réserves établi à l'époque coloniale et dans les républiques boers, il divise le territoire sud-africain entre les terres indigènes (7 % puis 13 % du territoire) et les terres destinées aux Blancs et aux administrations publiques (87 % du territoire).
En 1915, engagées dans la Première Guerre mondiale, les troupes sud-africaines subissent de lourdes pertes dans la Somme (France). En Afrique, elles prennent le contrôle du Sud-Ouest africain allemand (future Namibie) qui leur est octroyé sous mandat par la Société des Nations en 1920.
En 1918, le Broederbond, une société secrète est fondée avec pour objectif la promotion politique, sociale et économique des Afrikaners (la dénomination devenue usuelle des Boers).
La révolte ouvrière des Afrikaners du Witwatersrand en 1922, durement réprimée, permet aux nationalistes blancs de s'unifier et de remporter les élections générales de 1924 sous la direction de James Barry Hertzog. En 1934, face à la crise économique, Hertzog s'unit néanmoins aux libéraux de Jan Smuts pour former un gouvernement d'union nationale. À la même époque, des anthropologues et des linguistes de l'université de Stellenbosch comme Werner Max Eiselen forgent un nouveau concept social et politique qui donnera naissance à l'idéologie de l'apartheid : rejetant l'idée de société unique sud-africaine, ils proposent de séparer géographiquement, politiquement et économiquement les noirs et les blancs d'Afrique du Sud ainsi que les différentes ethnies entre elles, afin de maintenir et renforcer leurs identités ethniques et linguistiques et de lutter contre les effets qu'ils estiment acculturants de l'urbanisation et du travail migrant sur les structures traditionnelles africaines,,. En 1936, la franchise électorale des populations noires au Cap est supprimée. En 1939, le pays, sous la direction de Smuts, s'engage aux côtés des alliés dans la Seconde Guerre mondiale. En 1945, Smuts participe à la rédaction du préambule de l'Organisation des Nations unies.

#### Prémices de l'apartheid (1948-1961)

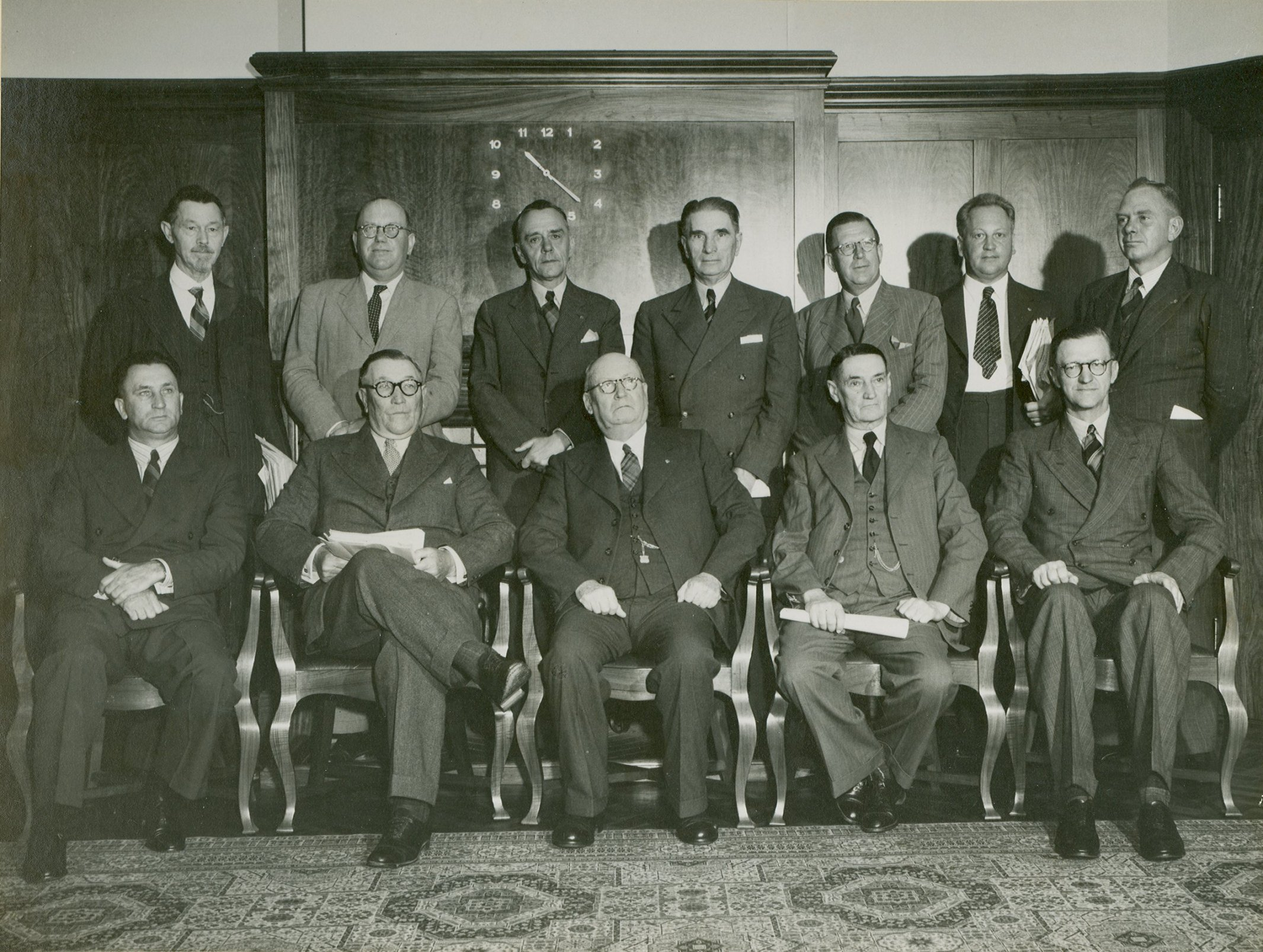
Le premier gouvernement nationaliste afrikaner en 1948
Au premier rang : J. G. Strijdom, Nicolaas Havenga, D. F. Malan (Premier ministre), E. G. Jansen, Charles Swart.
Au second rang : A. J. Stals, P. O. Sauer, Eric Louw, S. P. le Roux, Theophilus Dönges, F. C. Erasmus et Ben Schoeman.

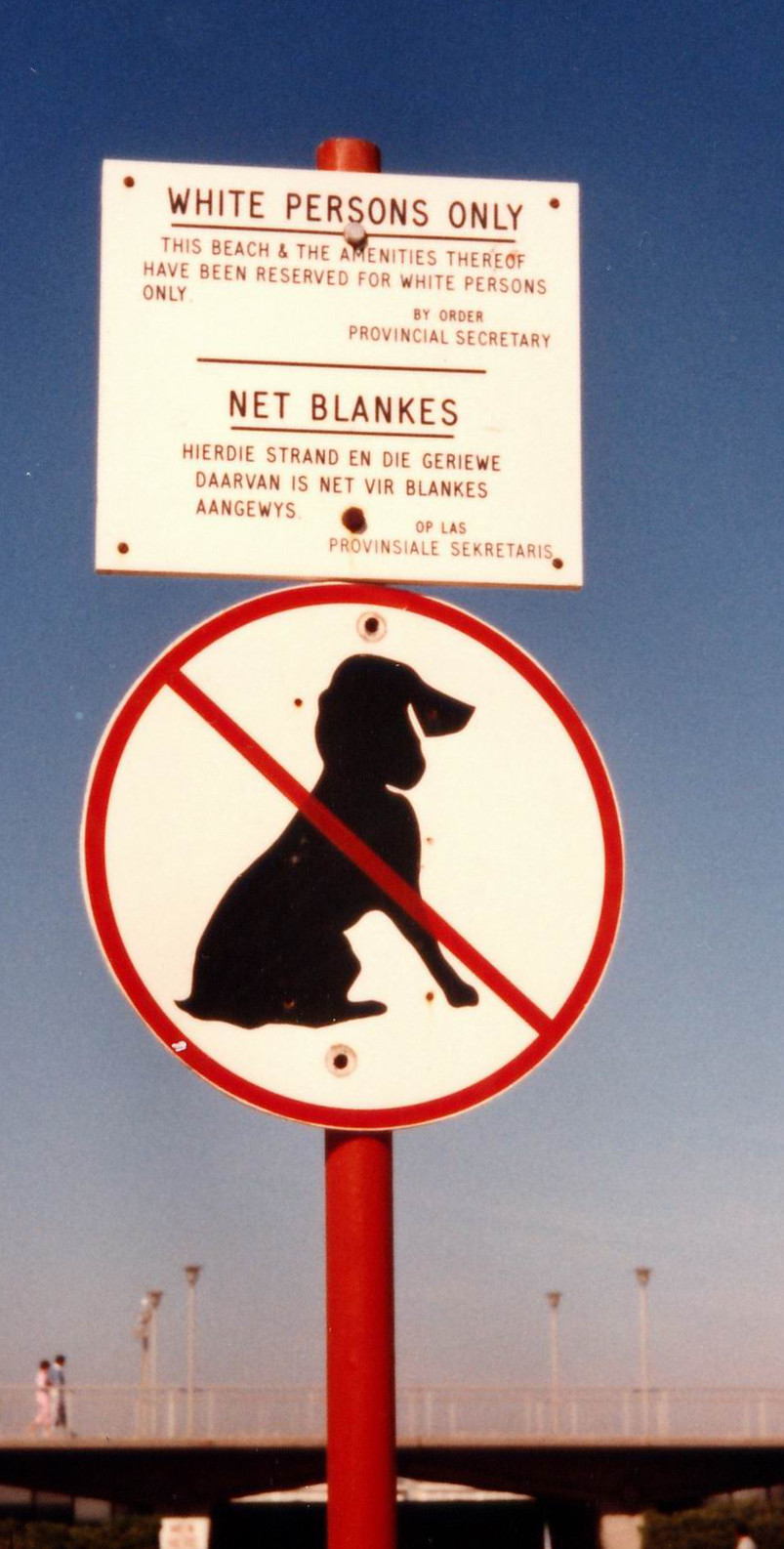
La plage de Muizenberg en 1985 : interdite aux non-blancs et aux chiens.

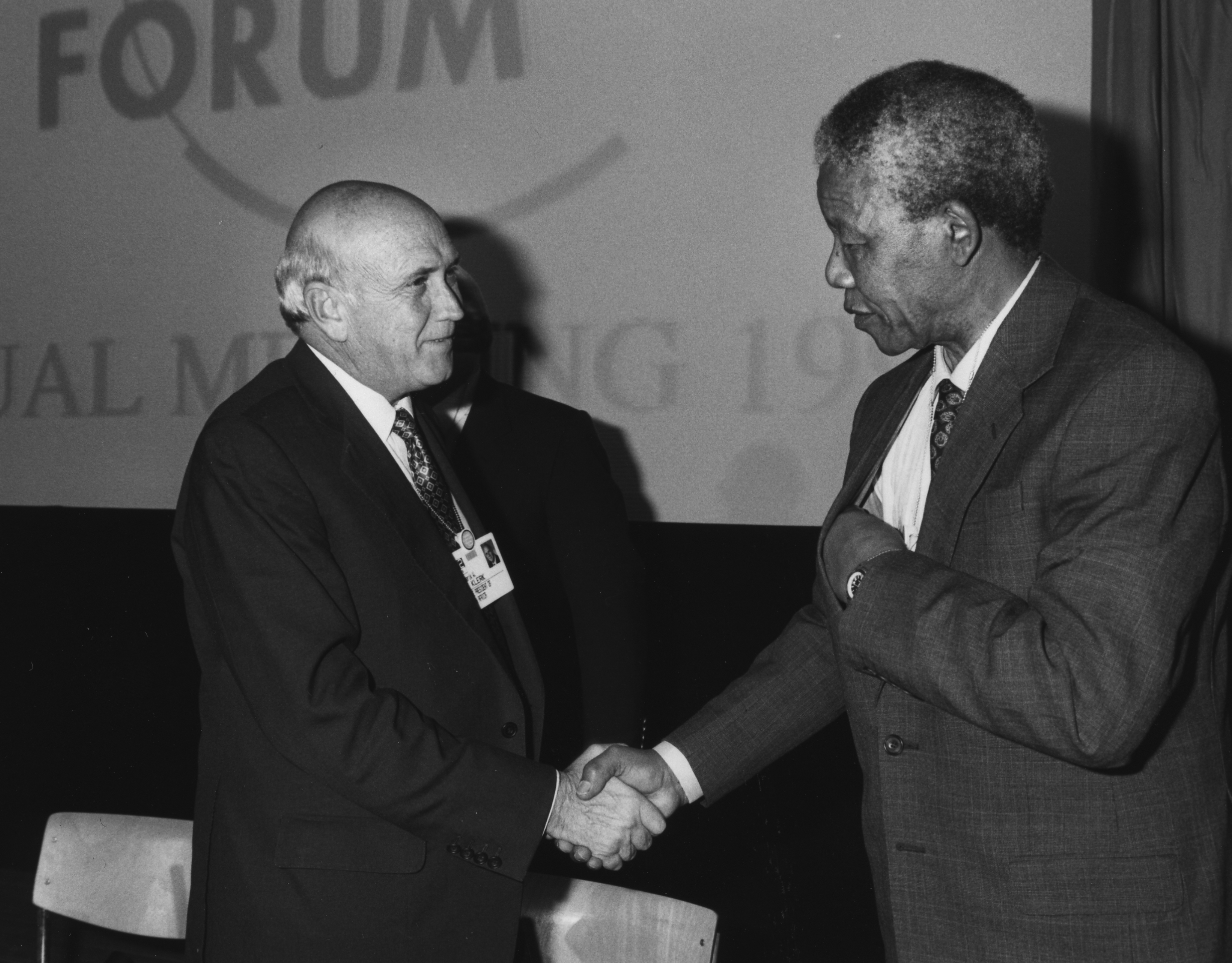
Frederik de Klerk et Nelson Mandela.

En 1948, le Parti national remporte les élections générales en ayant préconisé durant sa campagne électorale un système de ségrégation raciale entre Noirs et Blancs. Le nouveau Premier ministre, Daniel François Malan, met en place la politique d'apartheid, renforcée en 1956 par la suppression de la franchise du droit de vote des Coloureds (gouvernement Strijdom). En 1958, Hendrik Verwoerd devient Premier ministre.
En 1960, le massacre de Sharpeville puis l'interdiction de l'ANC et des mouvements nationalistes africains mènent à la condamnation de la politique d'apartheid par les Nations unies et par la communauté internationale.

### La République sud-africaine sous l'apartheid (1961-1991)
Le 31 mai 1961, le pays devient une république à la suite d'un référendum où les électeurs votent majoritairement pour la fin de la monarchie. La république d'Afrique du Sud est alors proclamée, et le dernier gouverneur général du pays, Charles Swart, devient ainsi le premier président de l'État. Le pays se retire également du Commonwealth. L'ANC débute alors la lutte armée dans l'Umkhonto we Sizwe.
En 1964, Nelson Mandela, l'un des chefs de Umkhonto we Sizwe est condamné à perpétuité pour terrorisme et les autres chefs de l'ANC sont emprisonnés ou exilés. En 1966, Hendrik Verwoerd, Premier ministre d'Afrique du Sud et grand architecte de l'apartheid, est assassiné.
En 1976, les émeutes dans le township de Soweto contre l'enseignement obligatoire en afrikaans conduisent le gouvernement à déclarer l'état d'urgence alors que le Bantoustan du Transkei est déclaré indépendant dans le cadre de la politique d'apartheid.
En 1984, pour sortir du blocage politique, le régime politique est présidentialisé et un parlement tricaméral, ouvert aux Indiens et aux Coloureds, est inauguré. Néanmoins, l'état d'urgence est de nouveau proclamé en 1986 alors que des sanctions économiques et politiques internationales isolent le pays en dépit de l'abrogation de lois symboliques de l'apartheid comme le passeport intérieur. En dépit des condamnations officielles qu'ils émettent eux-mêmes contre l'Apartheid, différents pays continuent néanmoins de maintenir des relations plus ou moins discrètes avec l'Afrique du sud, dont les États-Unis, le Royaume-Uni, l'Allemagne de l'Ouest ou encore Israël,.
De leur côté, les pays du bloc de l'Est dont l'Union soviétique et l'Allemagne de l'Est soutiennent activement les mouvements anti-apartheid et la lutte contre le régime sud-africain,. Dès 1956, les relations diplomatiques entre l'Afrique du sud et l'Union soviétique sont rompues et l'ambassade de ce pays à Pretoria est fermée.
En 1990, le nouveau président sud-africain, Frederik de Klerk, légalise l'ANC, le Parti communiste sud-africain et tous les mouvements noirs. Nelson Mandela est libéré.
En juin 1991, le gouvernement abolit les dernières lois de l'apartheid et entame un processus de transition constitutionnelle (Codesa).

### L'Afrique du Sud post-apartheid
Ce processus de négociations débouche sur un projet intérimaire de constitution en 1993 qui réorganise l'État sud-africain autour des valeurs-clés de liberté, égalité, dignité et place en son sommet une Cour constitutionnelle et sur les premières élections au suffrage universel sans distinctions raciales ou censitaires de l'histoire du pays le 27 avril 1994. Ces élections sont remportées par le congrès national africain ce qui permet à Nelson Mandela d'être élu par la nouvelle assemblée constituante en tant que premier président noir du pays. Par la même occasion, le pays réintègre le Commonwealth.

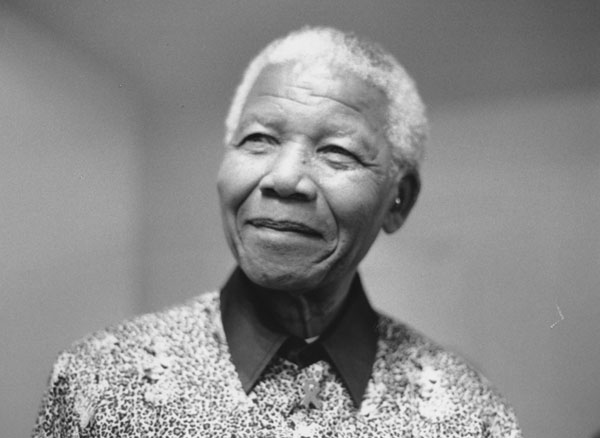
Nelson Mandela, président de l'Afrique du Sud à la suite des premières élections nationales au suffrage universel.

En 1995, une Commission vérité et réconciliation est mise en place, puis l'année suivante, le 10 décembre 1996 est adoptée la nouvelle constitution sud-africaine, principalement fondée sur la constitution provisoire de 1993.
De 1999 à 2008, le pays est présidé par Thabo Mbeki. Est ainsi apparue aux côtés de la bourgeoisie blanche une bourgeoisie noire ; ni l'ANC, ni le parti communiste, ni le syndicat COSATU (« Congrès des syndicats sud-africains ») n'ont remis en cause l'ordre économique et social. Au contraire, les privatisations se sont multipliées. L'Afrique du Sud est un des pays les plus inégalitaires du monde, ainsi que l'atteste son coefficient de Gini évalué à 0,63 en 2014 par la Banque mondiale, faisant ainsi de l'Afrique du Sud le pays le plus inégalitaire parmi les 168 territoires étudiés par la Banque mondiale (les autres pays n'ayant pas fourni assez de données).
À la suite des difficultés économiques et sociales apparues lors du second mandat de Thabo Mbeki, caractérisées en 2008 par une grave pénurie d'électricité en Afrique du Sud et la dégradation des infrastructures, son parti l'ANC lui retire son mandat le 21 septembre 2008. Thabo Mbeki remet sa démission au Parlement qui élit alors Kgalema Motlanthe pour terminer son mandat jusqu'aux élections générales de 2009.
Après les élections générales du 22 avril 2009, remportées par l'ANC, Jacob Zuma, ancien vice-président de 1999 à 2005, devient le nouveau président de la République. Il prête serment le 9 mai 2009 et forme un gouvernement plus ouvert aux partis politiques minoritaires, dont le parti communiste mais aussi, pour la première fois depuis 1994, le front de la liberté (droite afrikaner). Le massacre de Marikana en 2012, où la police tire sur des salariés grévistes faisant des dizaines de morts, entache la gouvernance de l'ANC au sein de son électorat mais lors des élections générales sud-africaines de 2014, Jacob Zuma est réélu pour un second mandat, l'ANC restant nettement en tête dans l'électorat bien qu'en recul face à l'Alliance démocratique et aux Combattants pour la liberté économique de Julius Malema.
Visé par des affaires de corruption, Jacob Zuma démissionne sous la pression de son parti début 2018, après avoir été menacé de destitution, et Cyril Ramaphosa lui succède comme président de la République par intérim,. Le 15 février 2018, le Parlement élit formellement Cyril Ramaphosa président de la République.
Il est réélu chef de l’État le 22 mai 2019, à l’issue d’élections générales lors desquelles l’ANC obtient le plus faible score de son histoire (57,5 %), passant sous la barre des 60 % pour la première fois depuis un quart de siècle et payant ainsi les errements et les scandales de l'ère Zuma, son prédécesseur.
Il doit également faire face à une opposition interne au sein de l'ANC, avec un clan resté fidèle à Jacob Zuma, ayant à sa tête le secrétaire général de l’ANC, Ace Magashule, et son adjointe, Jessie Duarte. Une vague de xénophobie vis-à-vis des migrants, les « étrangers », secoue également le pays.
Le 10 février 2020, Cyril Ramaphosa prend la présidence de l'Union africaine, succédant à Abdel Fattah al-Sissi.

## Politique et administration

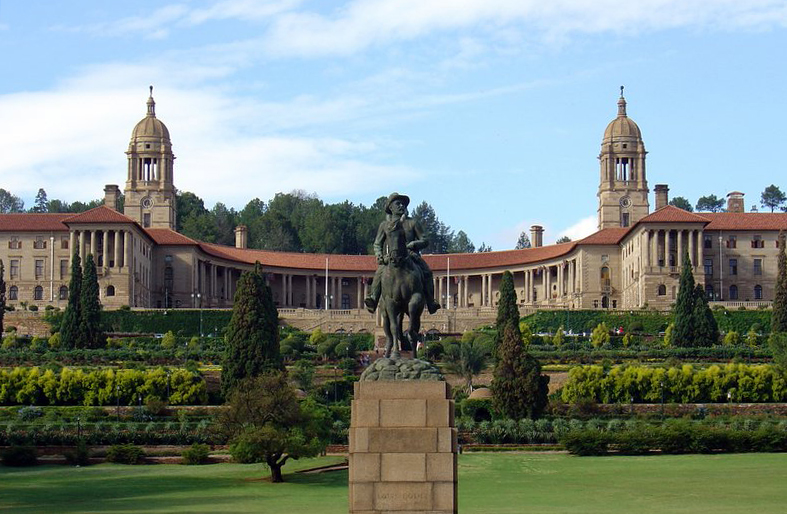
Siège du gouvernement à Pretoria.

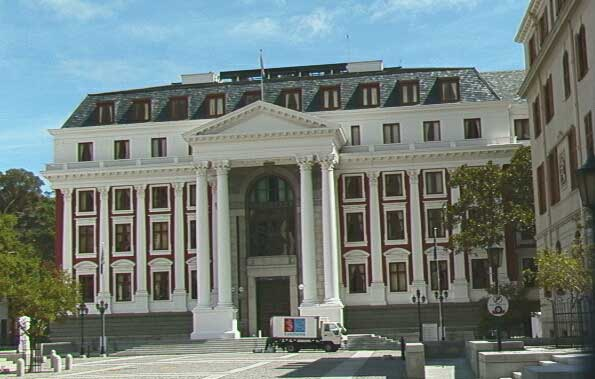
Le parlement sud-africain au Cap.

### Organisation des pouvoirs
Le régime est parlementaire depuis le South Africa Act de 1910 et le suffrage universel en vigueur depuis 1994. La constitution sud-africaine, la cinquième de l’État sud-africain, fut promulguée par le Président Nelson Mandela le 10 décembre 1996 et est entrée en vigueur le 4 février 1997.
Les fonctions de chef du gouvernement et de chef d'État se confondent sous le titre de président de la république d'Afrique du Sud. Ce dernier est élu par le parlement.
Le parlement d’Afrique du Sud est composé de deux chambres : une chambre basse, l’Assemblée nationale et une chambre haute, le Conseil national des Provinces (en anglais : National Council of Provinces, NCoP). Les 400 membres de l'assemblée nationale sont élus par scrutin proportionnel de liste. Le NCoP, qui a remplacé le Sénat en 1997, est composé de 90 membres représentant les neuf provinces.
Chaque province est dotée d'une législature provinciale monocamérale, et d'un conseil exécutif présidé par un Premier ministre (premier en anglais et en afrikaans). Les provinces sont moins autonomes que celles, par exemple, du Canada ou que les États aux États-Unis. Il s'agit alors d'un système fédéral modéré. L'État compte 11 langues officielles qui, en pratique, sont traitées différemment, l'afrikaans perdant du terrain devant l'anglais favorisé par l'ANC.
Enfin, le système judiciaire sud-africain est hybride en ce sens qu'il se fonde sur le système du common law s'agissant des activités administratives, alors que le droit privé est essentiellement imprégné par la tradition romano-germanique. L'organisation judiciaire est divisée, à l'image du modèle anglo-saxon, entre cours locales, Magistrates' Courts, hautes-cours provinciales d'appel et une Cour suprême d'appel lorsque des causes non constitutionnelles sont en jeu. Le système judiciaire sud-africain est chapeauté par une Cour constitutionnelle, instance suprême du pays chargée d'exercer un contrôle de la constitutionnalité des actes du parlement et du gouvernement et de toute autre cause si l'intérêt de la justice le commande. La Cour constitutionnelle, de type Cour suprême mixte, siège à Constitution Hill, Braamfontein, Johannesburg.

### Tendances politiques, partis et élections
Des élections générales de 1994 à celles de 2014, l'ANC domine la vie politique et demeure de loin le premier parti du pays notamment parce qu'il est le seul à avoir pu réaliser un complet maillage électoral du pays, disposant de militants jusque dans les bourgades les plus reculées.
Le gouvernement doit résoudre le problème des violences qui touchent les campagnes du pays : la réforme agraire impose la redistribution des terres aux Noirs et les fermiers afrikaners doivent souvent vendre leurs exploitations au gouvernement, ce qui suscite des résistances. Ces fermiers, au nombre de 35 000 environ, sont parfois attaqués par des bandes organisées et certains s'inscrivent à des stages commandos pour pallier le manque d'aide du gouvernement. Plusieurs partis d'extrême droite continuent de recruter au sein d'une frange de cette population qui se sent délaissée.
Cependant, depuis l'élection de Jacob Zuma en 2009, les performances électorales de l'ANC sont contestées par une opposition hétéroclite qui, bien que morcelée, progresse fortement. En 2014, si l'ANC remporte nettement, pour la cinquième fois, les élections générales avec 62,15 % des voix, il réalise son plus mauvais score national face notamment à l’Alliance démocratique (22,23 %) et aux Combattants pour la liberté économique (6,35 %), un jeune parti radical dirigé par Julius Malema. Lors des élections municipales sud-africaines de 2016, l'ANC enregistre sa plus forte baisse électorale et son plus faible score national (53,91 %). S'il parvient à encore conserver la très grande majorité des municipalités, en particulier en zone rurale (à l'exception notable des municipalités du Cap-Occidental), l'ANC est battu dans les plus grandes métropoles du pays (Le Cap, Tshwane, Johannesbourg, Nelson Mandela Bay) au profit de Alliance démocratique, alliée parfois pour la circonstance au parti de Malema. Cette baisse nationale de l'ANC peut être analysée comme liée aux scandales de corruption visant le président Jacob Zuma et aux mauvaises performances économiques de l'Afrique du Sud. Lors des élections de mai 2019, l'ANC a remporté 57,5% des voix et 230 sièges, tandis que la principale opposition, l'Alliance démocratique (DA), a remporté 20,77% des voix et 84 sièges. Les combattants de la liberté économique (EFF), fondés par Julius Malema, ancien président de la Youth Wing de l'ANC ( ANC Youth League ) qui a ensuite été expulsé de l'ANC, ont remporté 10,79% des voix et 44 sièges. L'ANC est le parti politique au pouvoir en Afrique du Sud depuis la fin de l'apartheid. Mais, le pays est plombé dans des difficultés socioéconomiques (chômage, diminution du pouvoir d'achat…) avec comme corollaire, une insécurité grandissante (hausse de la criminalité et la déliquescence des infrastructures). Ainsi,aux élections générales du 29 mai 2024, l'ANC, qui dirige le pays sans partage, enregistre un score historiquement bas : 40,2 % des voix, soit 159 sièges sur 400, contre 230 en 2019,. N'ayant plus la majorité, le parti s'est mis en coalition avec le parti de l'opposition, Alliance démocratique, arrivé deuxième avec 21,7%, pour un gouvernement d'union nationale. Investi pour un second mandat, le Président Cyril Ramaphosa declare le mercredi 19 juin 2024 que l'Afrique du Sud entre dans "une nouvelle ère".

### Politique environnementale et énergétique
En 2011, 93 % de l'électricité de l'Afrique du Sud provient du charbon. C'est l'un des pays les plus dépendant de ce combustible ; le port de Richards Bay abrite le premier terminal portuaire exportateur de charbon au monde.
Le pays dispose de la seule centrale nucléaire du continent africain, située à Koeberg, entrée en service en 1982. Pour assurer son développement et sa croissance économique, le pays doit cependant continuer à investir dans le secteur énergétique, notamment nucléaire, mais aussi thermique, pour assurer ses besoins immédiats : construction d'une centrale à charbon à Medupi.
En 2019, l'Afrique du Sud peine à produire les besoins en électricité du pays, et le pays fait face à de nombreuses coupures. Pour remédier à cette situation, en partie liée à des sabotages ou des problèmes de gouvernance mais également à un manque d'équipements, l'État a décidé de créer de nouvelles centrales à charbon. Toutefois, la société publique Eskom demeure très endettée.
L'Afrique du Sud est le premier pollueur du continent africain, et le quatorzième au niveau mondial, du fait de ses émissions de carbone. Le gouvernement instaure en 2019 une taxe carbone pour tenter d'inciter les entreprises à faire des efforts. Bien que soutenue par les organisations environnementales, cette initiative est jugée insuffisante et peu dissuasive.
La pollution de l'air représenterait un coût annuel de deux milliards d’euros.

#### Énergies renouvelables
Le pays bénéficie de caractéristiques naturelles adéquates pour la production d'énergie verte : ensoleillement, vent ou encore espaces maritimes.

### Organisation des forces de défense
La South African National Defence Force (SANDF) a été créée en 1994 en tant que force militaire volontaire composée de l'ancienne South African Defence Force, des forces des groupes nationalistes africains (uMkhonto we Sizwe et Azanian People's Liberation Army), et des anciennes forces de défense des Bantoustans.
La SANDF est subdivisée en quatre branches : 
1. l'armée sud-africaine
2. l'armée de l'air sud-africaine
3. la marine sud-africaine
4. le service de santé des armées sud-africain[46].

Elle a servi dans des forces multinationales de maintien de la paix des Nations unies. Selon la puissance de feu mondiale, l'Afrique du Sud est classée 26e armée la plus puissante du monde et 2e en Afrique.
L'Afrique du Sud est le seul pays africain à avoir développé avec succès des armes nucléaires. Il est devenu le premier pays (suivi de l'Ukraine) doté d'une capacité nucléaire à renoncer volontairement à son programme et à le démanteler, et a signé dans la foulée le traité de non-prolifération nucléaire en 1991. L'Afrique du Sud a entrepris un programme d'armement nucléaire dans les années 1970. Selon le président F. W. de Klerk, la décision de construire une « dissuasion nucléaire » a été prise dès 1974 dans un contexte de menace expansionniste soviétique. En 2017, l'Afrique du Sud a signé le traité des Nations unies sur l'interdiction des armes nucléaires.

### Drapeau

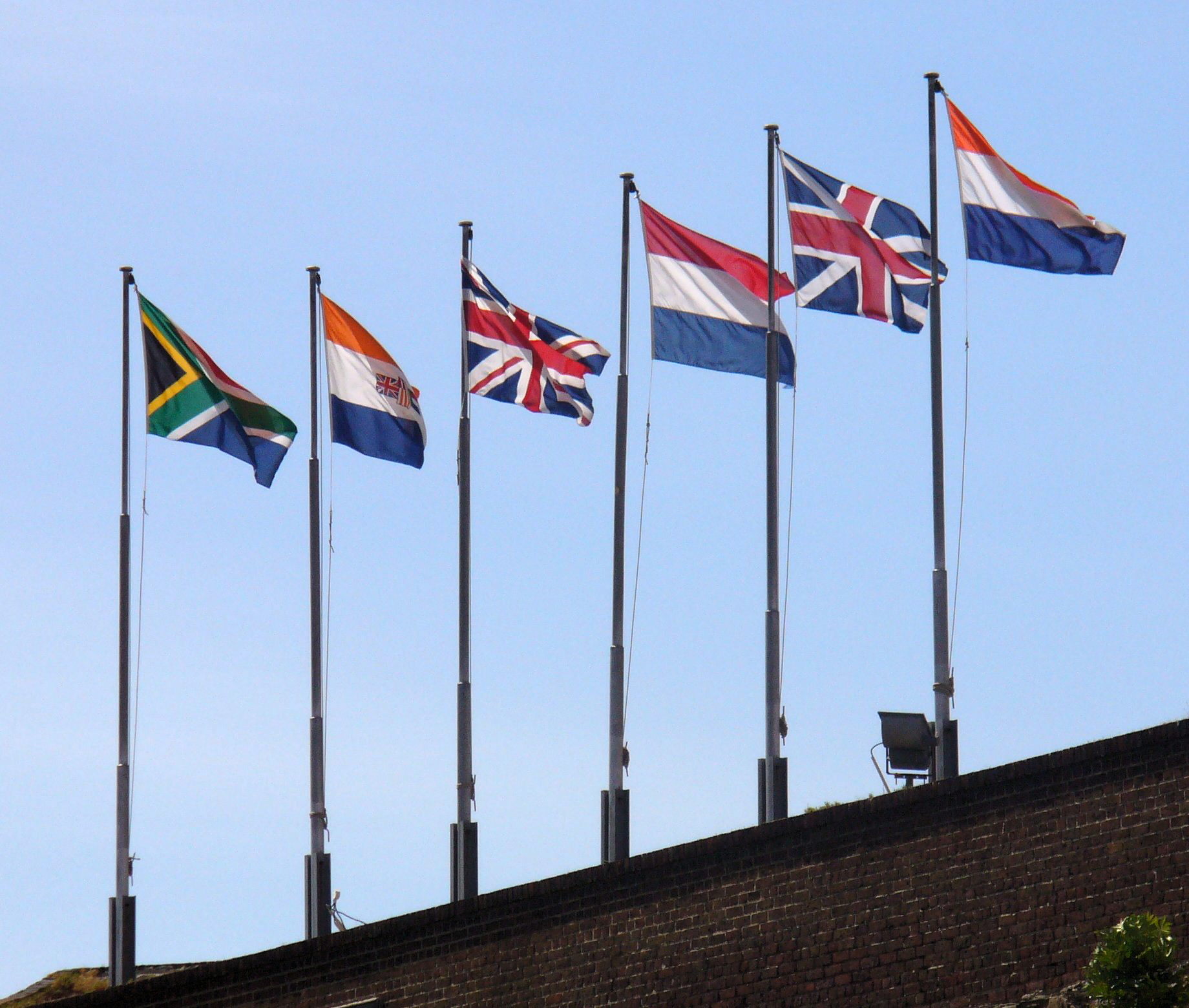
Les 6 drapeaux historiques symbolisant le pouvoir politique ayant administré Le Cap (à l'exception de ceux des républiques boers).

Le drapeau de l'Afrique du Sud a été adopté le 15 mars 1994 et est officiellement l'emblème du pays depuis le 27 avril 1994.
Son prédécesseur était contesté pour son symbolisme exclusivement lié à l'histoire afrikaner et britannique du pays.
Les six couleurs symbolisent à la fois les diverses tendances politiques du pays, les couleurs prédominantes des anciens drapeaux utilisés par l'Afrique du Sud au cours de son histoire ainsi que ses ressources naturelles.

### Instances internationales

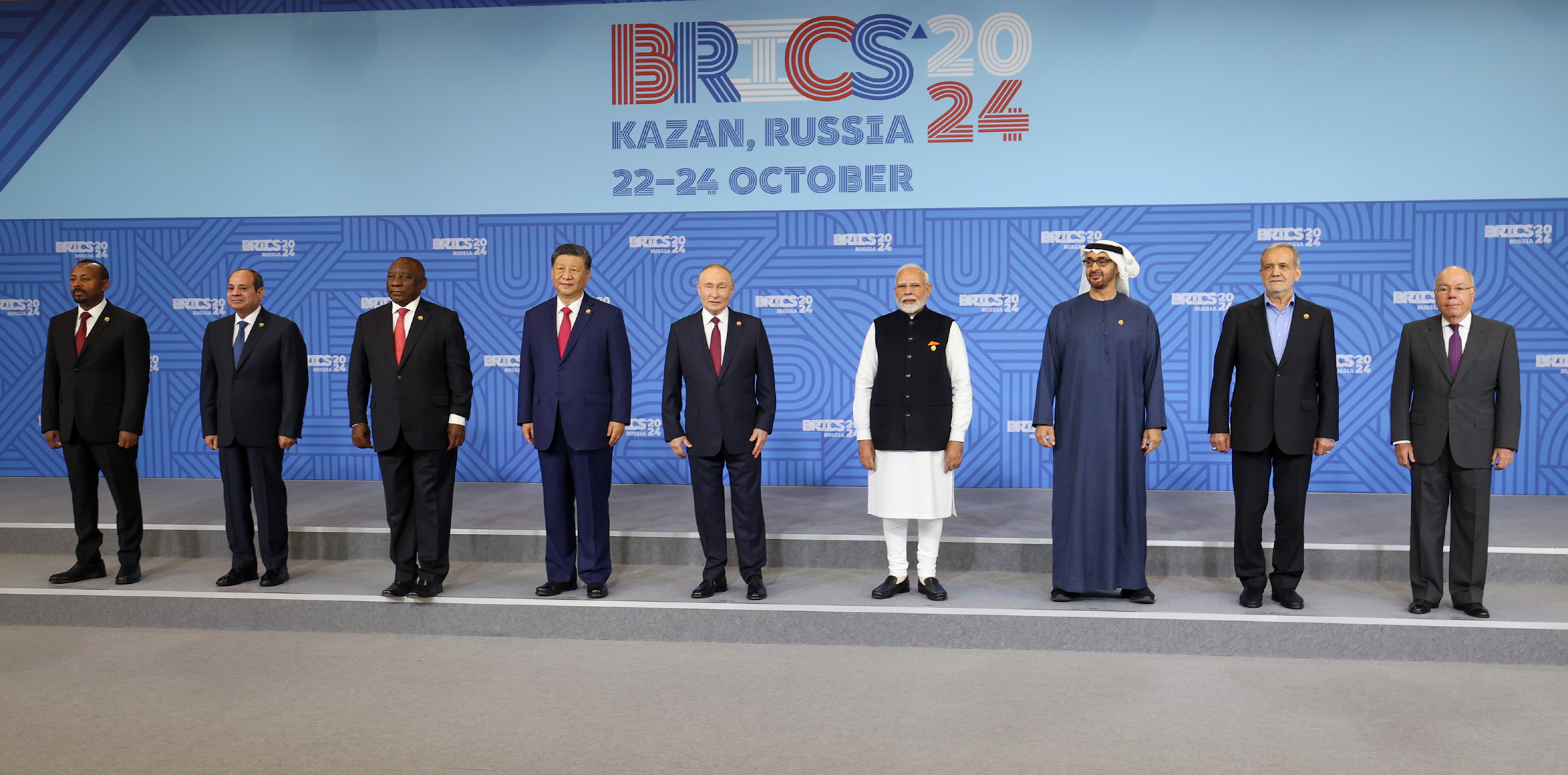
16e sommet des BRICS a Kazan le 23 octobre 2024

Le 21 octobre 2016, l'Afrique du Sud annonce son retrait de la Cour pénale internationale (CPI).
En avril 2011, le BRIC devient BRICS avec l'intégration de l'Afrique du Sud.
En 2022, l'Afrique du Sud adhère au G4 de l'Union africaine avec l'Algérie, l'Éthiopie, et le Nigeria.

## Population

Répartition par groupe de population en Afrique du Sud (2011).
Noirs (bantous)
Blancs
Coloureds
Indiens ou Asiatiques
Pas de dominant

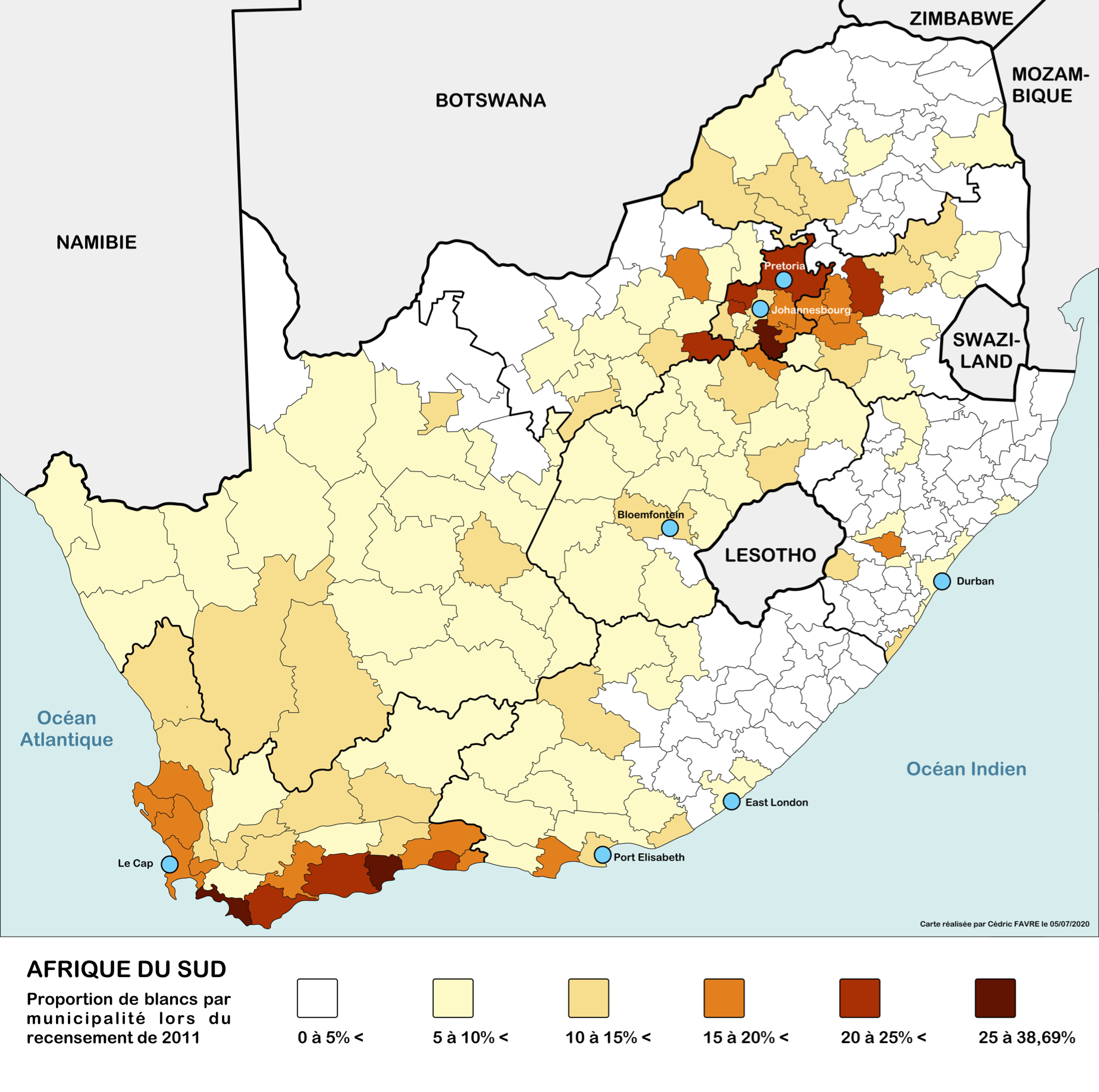
Proportion de Blancs par municipalité lors du recensement de 2011.

La population sud-africaine compte 59,3 millions d'habitants en 2020 ; c'est le 24e pays le plus peuplé au monde. Elle est inégalement répartie : la plupart des habitants résident dans l'Est du pays. Le Gauteng est la région la plus peuplée suivie par le KwaZulu-Natal. L'aridité explique en partie les faibles densités du Nord-Ouest.
Selon le recensement de 2022, 81,4 % des Sud-Africains sont noirs, 7,3 % sont blancs, 8,2 % sont coloureds (métis) et 2,7 % des sud-africains sont indo-asiatiques.
La population noire se répartit en différentes ethnies dont les plus importantes sont les Zoulous et les Xhosas. Concentrée dans l'Est du pays, elle est cependant minoritaire dans les deux provinces du Cap-Occidental et du Cap-Nord. Parmi la population blanche du pays, la plus ancienne, les Afrikaners (ou Boers) représentent une proportion de 60 % des Blancs du pays. Les ancêtres de ces Afrikaners étaient originaires des Pays-Bas ou d'Europe du Nord. Une partie non négligeable était également des huguenots français (voir aussi l'article huguenots d'Afrique du Sud) qui s'installèrent dans la colonie du Cap durant les guerres de religion en France (ces derniers font cependant partie de la communauté Afrikaner, on estime d'ailleurs que 25 % des noms de familles afrikaners sont d'origine française). Les autres blancs (40 %) sont surtout d'origine britannique, portugaise et allemande.
Selon un rapport de la SAIRR (institut sud-africain des relations raciales), environ 900 000 Blancs, soit un sixième de la population, ont quitté le pays depuis 1994. Ces départs massifs, surtout de jeunes Sud-Africains diplômés, ont été dénoncés par l'opposition qui a attaqué l'ANC sur ces trop nombreux départs. Cependant, on constate depuis un nouveau phénomène, la « révolution du retour au foyer ».
Beaucoup d’enfants issus des régions rurales n'ont pas de pièce d’identité ou d'acte de naissance, parfois trop coûteux à aller chercher pour les parents. L’ONG Scalabrini Center estime à 40 % la part de ces enfants qui demeurent hors du système éducatif.

### Santé
L'apartheid a doté l'Afrique du Sud d'un système de santé de renommée mondiale mais circonscrit aux zones géographiques blanches. Depuis la fin de l'apartheid, la situation s'est détériorée en raison d'un plan de départ de fonctionnaires et médecins blancs lancé par le gouvernement et du développement de la corruption.
L’espérance de vie a chuté de 62 ans en 1990 à 51 ans en 2005, avant de remonter a 60 ans en 2011.
Le pays a le taux d’incidence du VIH le plus élevé au monde, avec 5,6 millions de citoyens — plus de 10 % de la population — porteurs du virus,.
En 2012, selon l'UNICEF, 17,9 % de la population adulte vit avec le VIH,.
L'espérance de vie des hommes est de 56,5 ans, celui des femmes de 60,2 ans. Le taux annuel de croissance de la population est de 1,07 %, selon les chiffres des statistiques sud-africaines. Le taux de natalité s'élève à 23,8 ‰ (en 2009). Le taux de mortalité atteint 16,77 ‰ en 2001, et 11 ‰ en 2002, celui de la mortalité infantile 45,70 ‰ en 2009. En 2009, le taux de fécondité était de 2,38 enfants/femme.

### Langues

Répartition des langues officielles dominantes par région :
Zoulou
Afrikaans
Xhosa
Anglais
Setswana
Ndebele
Sotho du Nord
Sotho du Sud
Swati
Tshivenda
Xitsonga
Pas de langue dominante

Il n'y a pas de langue maternelle majoritairement dominante en Afrique du Sud.
En 1910, le néerlandais était, avec l'anglais, l'une des deux langues officielles reconnues par les nouvelles institutions de l'union de l'Afrique du Sud. En mai 1925, l'afrikaans a été promu au rang de langue officielle à la place du néerlandais (Union Act No 8 of 1925). L'Afrique du Sud adhère au début du XXIe siècle à l'Union linguistique néerlandaise, mais 60 000 citoyens seulement savent encore parler cette langue.
Depuis 1994, onze langues officielles (anglais, afrikaans, zoulou, xhosa, swati, ndebele, sesotho, sepedi, setswana, xitsonga, tshivenda) sont reconnues par la Constitution sud-africaine Selon l'article 6 de la constitution sud-africaine de 1996, l'État et les provinces doivent aussi faire la promotion des langues parlées par les diverses communautés vivant dans le pays ; les principales sont : l'allemand, le grec, le gujarâtî, l'hindi, le portugais, le tamoul, le télougou, l'ourdou, l'arabe, l'hébreu, le sanskrit.
Dans les faits, le zoulou est la langue maternelle la plus pratiquée dans les foyers sud-africains (environ ¼ des habitants), suivi par le xhosa (17,6 %). En troisième place arrive l'afrikaans avec 14 %de locuteurs maternels. Mais comme elle est employée en seconde langue par plus de 30 % des citoyens sud-africains, l'afrikaans est indirectement la deuxième langue la plus parlée du pays. Cependant elle souffre de la concurrence de l'anglais, qui paraît plus utile et reste la langue des affaires et de la communication.
D'une manière générale, l'anglais progresse dans tous les milieux et particulièrement chez les jeunes éduqués, dont beaucoup exigent de suivre un enseignement supérieur dans cette langue, et fait ainsi figure de langue véhiculaire. Aussi, du temps de l'apartheid, l'anglais était vu comme la langue de la liberté, pour communiquer avec le monde extérieur. Si l'anglais est la première des secondes langues et que 85 % de la population du pays le parle (dont plus de 90 % chez les Blancs) ou en a des notions, il n'est réellement la langue maternelle que d'un peu moins de 5 millions des citoyens de l'Afrique du Sud. Il reste de plus incompris dans des zones rurales ou bien chez des personnes âgées et des membres de tribus locales assez isolées.
En 2020, l'anglais est la langue maternelle de 10 % de la population sud-africaine, et est la seconde langue de 85 % des Sud-Africains. Donc, 95 % de la population (2020) sud-africaine parle anglais couramment, ou à des notions plus ou moins importante de cette langue. Souvent, l'anglais est assez mal parlé, surtout par le prolétariat noir, ou des travailleurs actifs qui ont commencé une vie professionnelle assez jeunes. Une proportion de 5 % de la population sud-africaine, en revanche, ne sait pas parler anglais, souvent des noirs ou des Afrikaners âgés, ou des populations noires souvent très éloignées des centres urbains, ou des migrants (Angolais, Mozambicains, etc.). Avec la scolarisation obligatoire, l'anglais devrait être parlé par au moins 98 % de la population en 2050, mais avec des niveaux variables.

### Religion
Selon un recensement de 2016:
- chrétiens : 78 % :
  - églises africaines : 25,4% ;
  - pentecôtistes : 15,2% ;
  - indéfini : 7,3% ;
  - catholiques : 6,8 % ;
  - calvinistes : 5,3% ;
  - méthodistes : 5% ;
- sans religion : 10,9 % ;

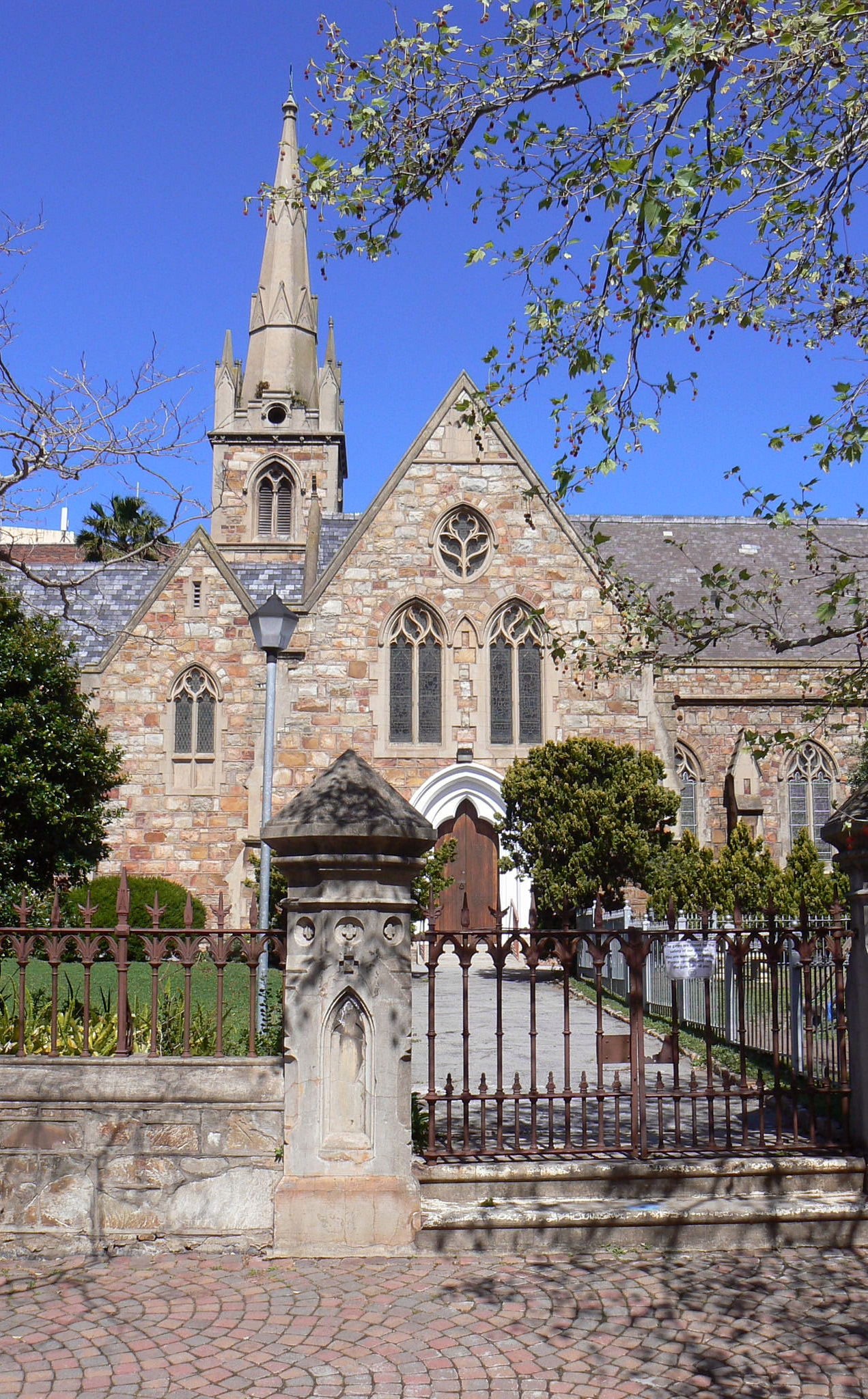
L'église anglicane Holy Trinity à Port Elizabeth.

- animistes (religions traditionnelles africaines) : 4,4 % ;
- musulmans : 1,6 % ;
- hindouistes: 1% ;
- autres (dont bouddhistes, juifs, Sikhs, Ahmadis, et baha'is) : 4,1%.

## Culture

### Fêtes et jours fériés
- 1er janvier, Jour de l'an, New Year's Day.
- 21 mars, Journée des droits de l'homme, Human Rights Day, où est commémoré le massacre de Sharpeville en 1960[73].
- Vendredi saint, Good Friday[74].
- Jour de la Famille, Family Day[74].
- 27 avril, Jour de la Liberté, Freedom Day/Vryheid dag, fête nationale depuis 1994, qui commémore les premières élections multiraciales de 1994[73].
- 1er mai, Fête du Travail, Worker’s day, depuis 1990[73].
- 16 juin, Fête de la Jeunesse, Youth's Day commémorant les Émeutes de Soweto menées par des élèves noirs de l'enseignement public secondaire en 1976.
- 9 août, Journée nationale des femmes, National Women's Day.
- 24 septembre, Journée du patrimoine, Heritage Day, chaque groupe ethnique célèbre sa culture[73].
- 16 décembre, Fête de la réconciliation, (ancien jour du vœu), Reconciliation Day, (Day of the Vow / Geloftedag / Dingaansdag), commémoration de la victoire des Blancs sur les Zoulous en 1838. Il s'agit d'une fête controversée[73].
- 25 décembre, Noël, Christmas Day.
- 26 décembre, (Fête de Bienveillance), Day of Goodwill.

### Musique
Johnny Clegg est un chanteur sud-africain, surnommé le « zoulou blanc », sa chanson la plus célèbre est « Asimbonanga » (1987), rend hommage à Nelson Mandela, alors incarcéré depuis plus de 20 ans. Ses chansons sont principalement axées sur la lutte contre l'apartheid en Afrique du Sud et pour la défense de la culture africaine. Il est connu aussi pour sa chanson « Scatterlings of Africa » (1982), reprise pour la bande originale du film « Rain Man » (1988).
Miriam Makeba est une chanteuse sud-africaine, connue pour son tube « Pata, Pata » et a énormément œuvré pour lutter contre l’apartheid.
Abdullah Ibrahim (Dollar Brand) est un pianiste de jazz sud-africain qui a composé, entre autres, un hymne anti-apartheid, "Mannenberg".

### Littérature
Alan Paton est un écrivain sud-africain surtout connu pour son premier roman, "Cry, the Beloved Country" (1948), qui a attiré l'attention internationale sur les injustices raciales de l'apartheid sud-africain.
Nadine Gordimer est une femme de lettres sud-africaine, elle a reçu le prix Nobel de littérature qui récompense un écrivain dont « l’œuvre épique a rendu à l'humanité d'éminents services ».
J.M. Coetzee est romancier et professeur en littérature né au Cap. Il obtient de nombreux prix littéraires pour ses romans dont le prestigieux prix Nobel de littérature en 2003. Ce dernier récompense l'auteur "qui, sous d'innombrables formes, dépeint l'implication surprenante de l'outsider".

### Sport

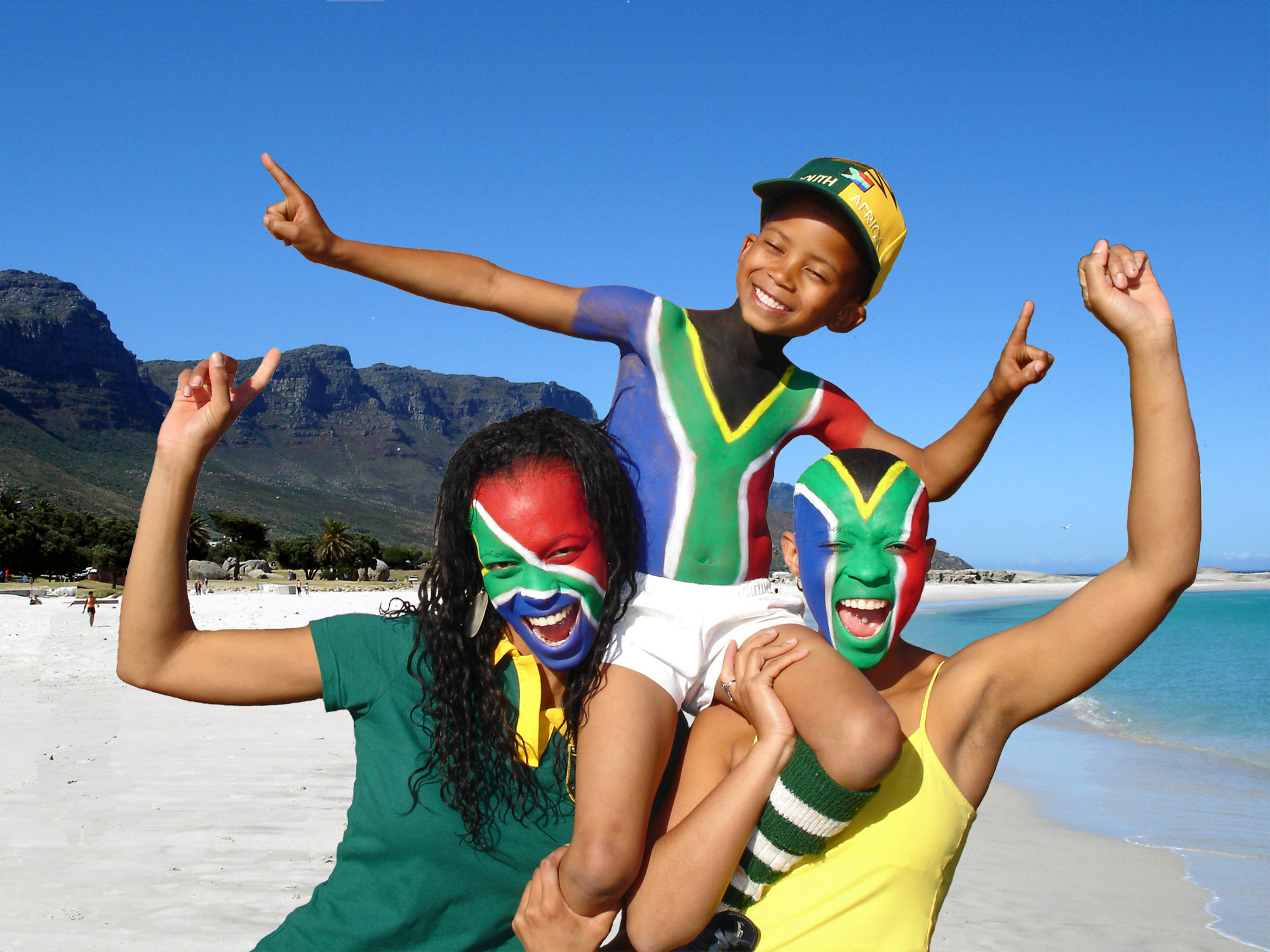
Sud-Africaines et enfant sud-africain, grimés aux couleurs nationales, célébrant au Cap l'attribution de la coupe du monde de football 2010 à l'Afrique du Sud.

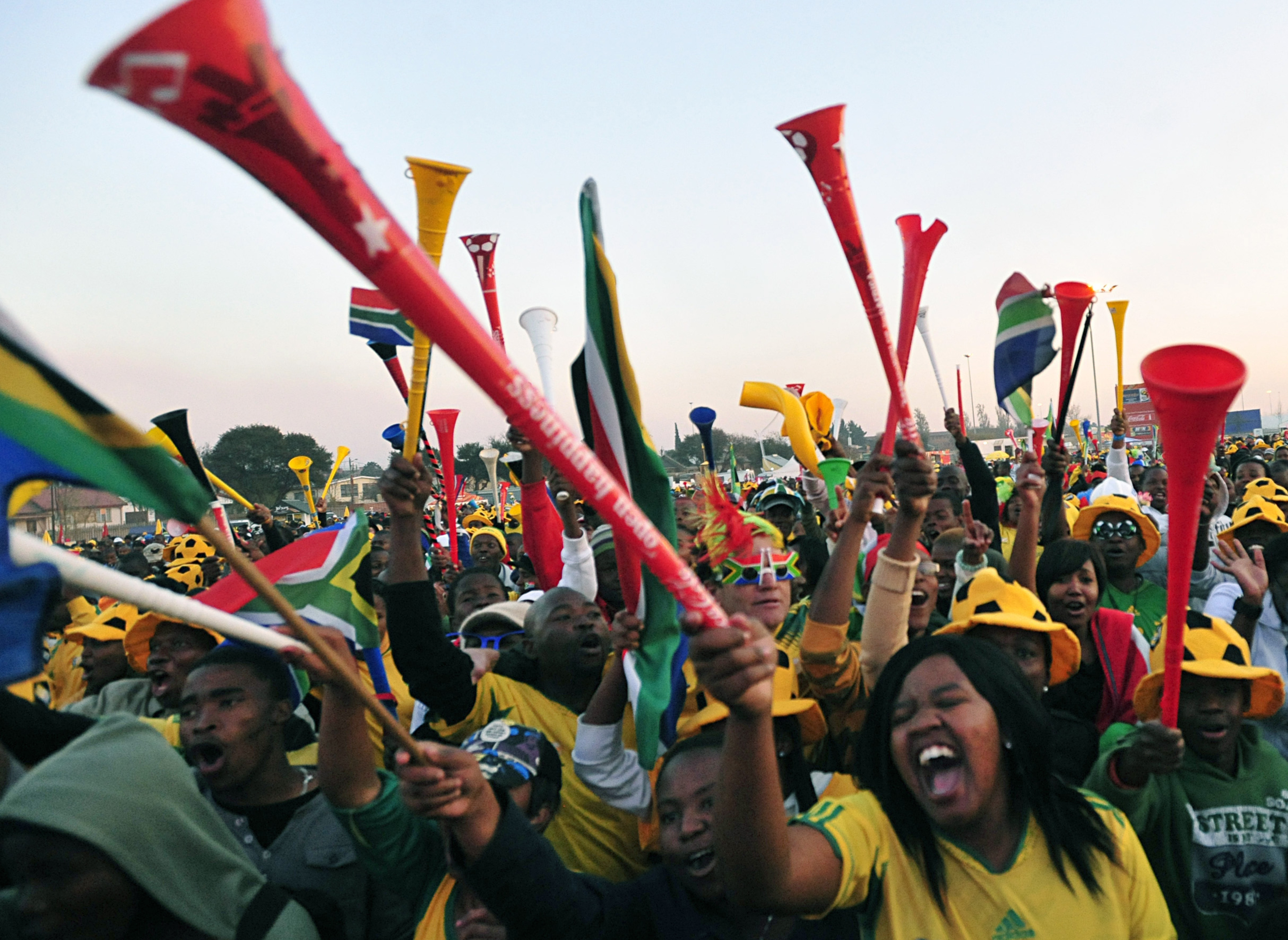
Des supporters brandissent des vuvuzelas lors de la Coupe du monde de football de 2010.

Dans le domaine sportif, l'Afrique du Sud est surtout connue pour son équipe de rugby à XV, qu'ont représentée des joueurs tels que François Pienaar, Frik du Preez, Joost van der Westhuizen, André Venter, Os du Randt, Percy Montgomery, Bryan Habana etc.
Pieter-Steph du Toit (élu meilleur joueur du monde World Rugby en 2019) et Cheslin Kolbe sont actuellement[Quand ?] classés parmi les meilleurs joueurs du monde.
En huit participations, l'Afrique du Sud remporte quatre fois la Coupe du monde, ce qui en fait la nation la plus titrée. Le 24 juin 1995 à Johannesbourg (Ellis Park) : Afrique du Sud 15-12 Nouvelle-Zélande (après prolongation) ; le 20 octobre 2007 à Saint-Denis (Stade de France) : Afrique du Sud 15-6 Angleterre ; le 2 novembre 2019 au Japon : Afrique du Sud 32-12 Angleterre ; et le 28 octobre 2023 à Paris (Stade de France) : Afrique du Sud 12-11 Nouvelle-Zélande. L'équipe nationale est donc championne du monde en titre.
Le rugby à XIII, interdit pendant l’Apartheid car surtout pratiqué par les Noirs, peine à s'implanter malgré un fort succès auprès des couches sociales petites et moyennes.
En 2010, l'Afrique du Sud organise la coupe du monde de football 2010, devenant ainsi le premier pays du continent africain à accueillir cette compétition. L'Afrique du Sud possède de bons joueurs évoluant en Europe. Les vuvuzelas, sortes de trompettes africaines émettant un bruit de ruches d'abeilles, sont le socle d'une véritable culture du football. Le pays fut champion d'Afrique de football 1996 à Johannesbourg (FNB Stadium).
L'Afrique du Sud a organisé la coupe du monde de cricket en 2003.
L'Afrique du Sud compte notamment Jody Scheckter qui fut champion du monde de Formule 1 en 1979 sur Ferrari et son fils Tomas qui fait une carrière en IRL. Le pays a par ailleurs accueilli un Grand Prix du championnat du monde de formule 1 entre 1967 et 1993 sur les circuits d'East London et Kyalami.
L'Afrique du Sud organise aussi plusieurs épreuves du championnat du monde de surf.
Bianca Buitendag, surfeuse professionnelle, finit médaille d'Argent sur l'épreuve de surf lors des Jeux olympiques d'été de 2020 se tiennent à Tokyo, au Japon.
L'Afrique du Sud compte notamment Cameron van der Burgh qui possède les records du monde au 50 mètres brasse grand bassin (26 s 67) et au 50 mètres brasse petit bassin (25 s 25) 100 mètres brasse (55 s 61).
L'Afrique du Sud compte dans ses rangs l'athlète Wayde van Niekerk, recordman du 400 m en 43 s 03 en finale des Jeux Olympiques de Rio en 2016. Il est également le premier homme à avoir réalisé les trois temps suivants en une carrière : 100 m en moins de 10 s ; 200 m en moins de 20 s et enfin 400 m en moins de 44 s.
L'Afrique du Sud est aussi bien représentée au golf. Les golfeurs sud-africains les plus connus sont Bobby Locke, Gary Player et Ernie Els. De nombreuses compétitions internationales se déroulent en Afrique du Sud.
Kristen Neuschäfer, navigatrice, remporte le 27 avril 2023 aux Sables d'Olonne la mythique course autour du monde à la voile sans escale et sans assistance électronique, la Golden Globe Race 2022. Elle est la première femme à remporter un tour du monde à la voile en solitaire.

### Problèmes sociaux

#### Pauvreté, chômage et mouvements migratoires

Évolution de la démographie entre 1961 et 2004 (chiffre de l'FAO, 2006). Population en millions d'habitants.

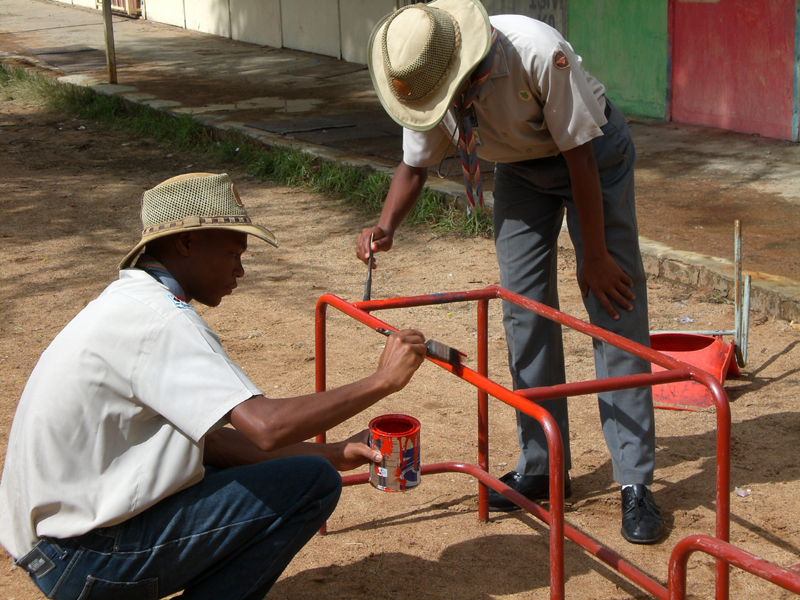
Les Scouts de la région du Mpumalanga coordonnent les projets des travaux de la Aktion Tagwerk au travers de l'action « Ta journée pour l'Afrique ».

Selon l'indice de développement humain (IDH) du Programme des Nations unies pour le développement (PNUD), l'Afrique du Sud a reculé de 35 places dans leur classement entre 1990 et 2005, constatant l'appauvrissement général de la population. Le nombre de personnes vivant en dessous du seuil d'extrême pauvreté a doublé en dix ans, passant de 1,9 à 4,2 millions, soit 8,8 % de la population. Près de 40 % des villes en Afrique du Sud sont composées de townships et cette différence entre les riches et les pauvres est très visible ainsi que très présente, elle est à l'origine de beaucoup de tension entre les deux classes sociales. Plus de 43 % de la population vit avec moins de 3 000 rands (260 euros) par mois. Le chômage a un taux officiel de 23,2 % selon l'OIT, mais les syndicats l'estiment proche de 40 %. En 2013, le revenu de la tranche la plus pauvre de la population (40 % des Sud-Africains), est inférieur de moitié à celui qu’il était en 1993.
Une partie de la minorité blanche effrayée par la hausse de la criminalité (3 037 fermiers blancs ont été assassinés entre la fin de l'apartheid et février 2009), par la discrimination positive, par la pandémie du Sida, et par les événements survenus au Zimbabwe à l'encontre des fermiers blancs, émigre massivement en Australie ou en Nouvelle-Zélande. Ainsi, près d'un million de Sud-Africains blancs auraient quitté le pays depuis 1994. De nombreux émigrés d'Afrique du Sud affirment que la criminalité est un facteur majeur qui explique leur décision de quitter le pays. On assisterait cependant à un retour de beaucoup de Blancs confrontés à la crise mondiale, et qui retrouvent au pays natal des conditions de vie plus enviables.
En mai 2008, Johannesbourg et d'autres villes du pays connaissent de violentes émeutes anti-immigrés qui font environ 50 morts, 25 000 sans-abris et provoquent l'exode de plusieurs milliers d'immigrés clandestins. Ces épisodes de xénophobie relativement fréquents se reproduisent fin mars 2015 dans un contexte d'immigration importante et de chômage massif.
Le jeudi 16 août 2012, trente-quatre mineurs ont été tués et soixante-dix-huit blessés dans des affrontements entre grévistes et policiers à la mine de platine Lonmin de Marikana, au nord de Johannesbourg, selon un bilan officiel de la police nationale. Les mineurs, qui vivent dans des taudis accolés à la mine, sans eau courante, touchent environ 4 000 rands par mois (400 euros). « Nous sommes exploités, ni le gouvernement ni les syndicats ne sont venus à notre aide », a déclaré l'un d'eux. « Les sociétés minières font de l'argent grâce à notre travail et on ne nous paye presque rien. Nous ne pouvons pas nous offrir une vie décente. Nous vivons comme des animaux à cause des salaires de misère ». Toutefois, le gouvernement sud-africain s'est dit prêt à compenser financièrement « dans les prochains mois » les familles des victimes du massacre de Marikana.
En 2019, le salaire moyen des Sud-africains blancs est 3,5 fois plus élevé que celui des Sud-africains noirs. Le chômage frappe 27 % de la population et à cause de la pandémie de Covid-19 le pourcentage du chômage dépasse 34 % au deuxième trimestre de l'année.

#### Criminalité
À la suite de l'augmentation des cambriolages au début des années 1990, les Sud-Africains ont commencé à se barricader chez eux, élevant des clôtures et des murs pour se protéger de la rue, puis de leurs voisins. Devant la hardiesse des cambrioleurs, les plus aisés d'entre eux ont installé des détecteurs de mouvement et des alarmes dans leurs maisons puis des grilles électrifiées à 9 000 volts et des barrières à infrarouges. Les malfaiteurs s'en sont alors pris à leurs victimes devant chez elles, leur mettant un pistolet sur la tempe pour les forcer à ouvrir leur maison et à désamorcer le système d'alarme. Les habitants aisés de Johannesbourg se sont retranchés dans des quartiers aux allures de forteresses, murés et sécurisés, uniquement accessibles par un portail surveillé vingt-quatre heures sur vingt-quatre. Si dans ces quartiers la criminalité a chuté, parfois de 70 %, les municipalités ont souvent cependant interdit de se barricader de la sorte, afin notamment d'éviter le repli des Blancs entre eux.

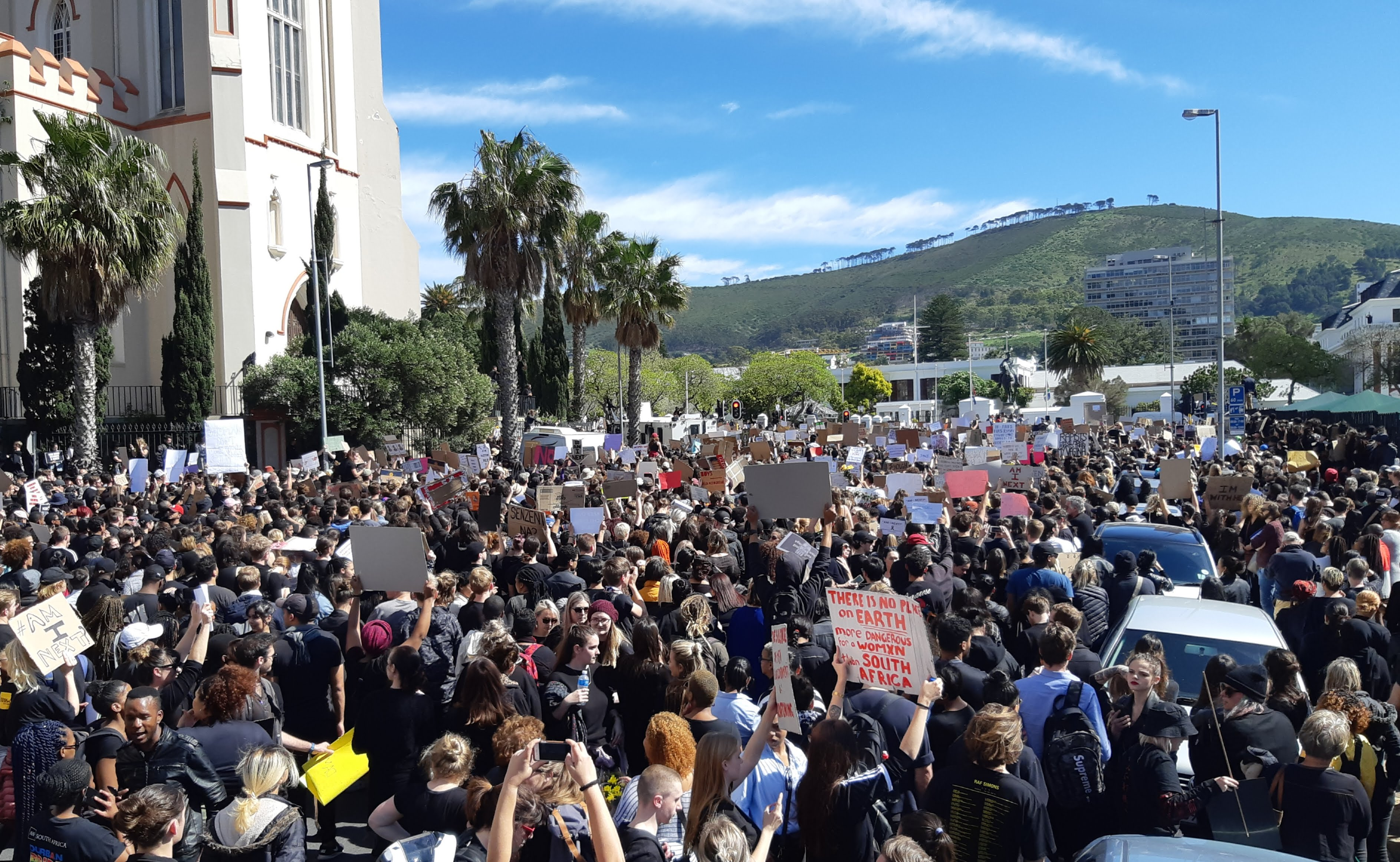
Manifestation contre la violence sexiste et le féminicide, Le Cap, 2019

D'après le journal Le Monde du 28 décembre 2004, l'Afrique du Sud bat des records en matière de criminalité : on y compte environ 25 000 meurtres par an, 30 000 tentatives de meurtre, plus de 50 000 viols et environ 300 000 cambriolages. Le taux de violence sexuelle en Afrique du Sud était, en 2000, le plus élevé au monde. En 2009, on estimait qu'un Sud-Africain sur quatre avait commis un viol, qu'un enfant était violé toutes les trois minutes,. En 2013, les statistiques avancent que « 40 % des Sud-Africaines seront violées dans leur vie ».
En 2005, l'Afrique du Sud a compté quelque 19 000 personnes assassinées, 55 000 personnes violées et 120 000 attaques à main armée selon les chiffres cités par le Sunday Times. Pour les années 2007 et 2008, les statistiques ont encore recensé quelque 240 000 cambriolages chez les particuliers, pas moins de 60 000 vols dans les magasins, les usines et les bureaux, près de 140 000 cas de dégradation lourde de matériel, ainsi que 18 487 assassinats et 18 795 tentatives de meurtre. Les violences se concentrent au Cap, à Durban, mais aussi à Johannesbourg et à Pretoria. Les fermiers sont aussi fréquemment victimes d'attaques. Ainsi, presque tous les habitants d'Afrique du Sud ont une fois dans leur vie fait l'expérience directe de la criminalité.
L'État sud-africain dispose pourtant de 200 000 policiers et de 60 000 militaires pour rétablir l'ordre et la sécurité mais les agents de police sont généralement mal formés et mal payés. La police fait elle-même surveiller certains commissariats par des sociétés privées. Ces dernières, qui emploient 420 000 agents de sécurité privés, sont à ce jour[Quand ?] chargées de la protection d'un million et demi d'entreprises et de foyers sud-africains.
En septembre 2011, les chiffres officiels de la criminalité indiquent à nouveau une forte baisse dans presque tous les types de crimes (15 940 meurtres — pour comparaison 662 au Royaume-Uni —, tentatives de meurtre, cambriolages, violences), confirmant la nette tendance des années précédentes. Le nombre de meurtres qui avait atteint il y a quelques années des records mondiaux, est retombé à des valeurs semblables aux années précédant la fin de l'apartheid en 1994. Seuls les explosions des distributeurs de billets, ou encore les crimes liés à la consommation de drogue ou d'alcool dont la répression a été renforcée, ont augmenté. Ces chiffres sont toutefois à relativiser car les taux et les modalités de déclarations de crimes sont plus performants en Afrique du Sud que dans le reste de l'Afrique subsaharienne. Si en 2013, le taux d'assassinats était encore de 31,8/100 000, c'est déjà deux fois moins qu'en 1994. C'est moins qu'en Côte d'Ivoire (56,9/100 000) qui arrive juste derrière la Jamaïque et le Honduras au niveau mondial. C'est aussi moins qu'en Zambie (38 pour 100 000 habitants), en Ouganda (36,3), au Malawi (36) et au Lesotho (35,2).

## Économie

Revenu personnel par habitant annuel, par groupes raciaux en Afrique du Sud par rapport aux niveaux du groupe racial blanc.

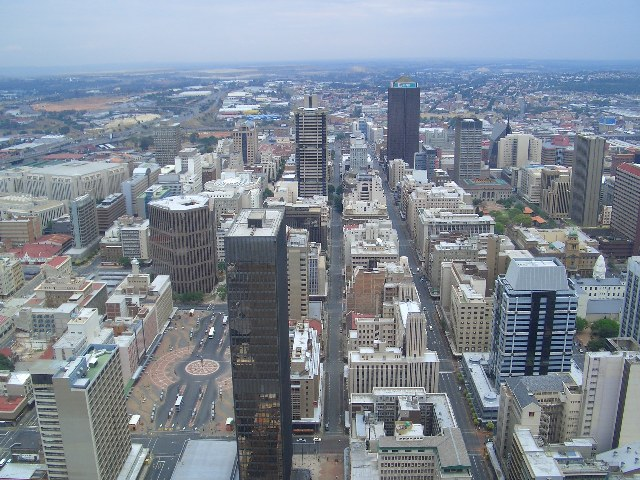
Johannesbourg.

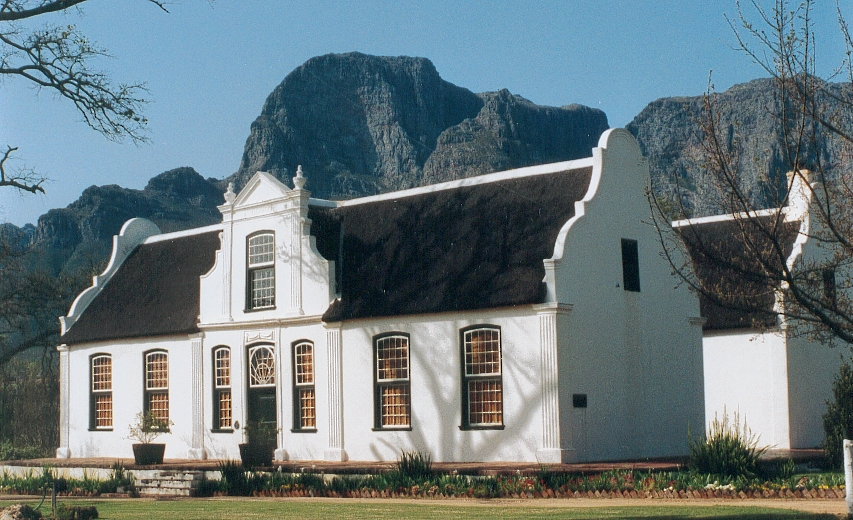
Propriété viticole sud-africaine.

Longtemps première puissance économique du continent, le produit intérieur brut (PIB) de l'Afrique du Sud est, depuis 2014, classé derrière celui du Nigeria à la suite d'un changement de calcul statistique bien que ce pays demeure largement derrière l'Afrique du Sud pour ce qui est du développement ou du PIB par habitant.
Pays capitaliste favorable à l'économie de marché, l'Afrique du Sud a opté pour un libéralisme économique tempéré par une forte implication de l'État afin de réguler l'économie, de modifier la répartition inégalitaire des richesses et d'assurer une meilleure protection des catégories sociales historiquement et économiquement les plus défavorisés. L'Afrique du Sud représente un quart du PIB africain avec un taux de croissance moyen de 5 % par an. Son réseau de transports, ses installations énergétiques (avec la seule centrale nucléaire du continent à Koeberg), en ont fait un pays quasi développé.
Deux autoroutes transafricaines traversent Afrique du Sud:
- Transafricaine 3, Tripoli - Le Cap
- Transafricaine 4, Le Caire - Le Cap

Le pays bénéficie d'un sous-sol riche en matières premières comme l'or, dont il est l'un des principaux producteurs mondiaux, du platine et des métaux précieux, et surtout d'immenses réserves de charbon, première production minière du pays en 2016 En outre, les multinationales sud-africaines sont prospères et compétitives sur les marchés internationaux. Ainsi, sur les 100 plus grandes entreprises africaines, 61 sont sud-africaines. En 2024, l’Afrique du Sud est classée en 69e position pour l'indice mondial de l'innovation.
| PIB                                              | 400,26 milliards de dollars US - PIB (2024) |
| PIB par habitant                                 | 6 253,4 dollars US - PIB (2024)             |
| Taux de croissance                               | 4,9% (2021)                                 |
| Taux de croissance de la production industrielle | 6,2 % (2007)                                |
| Part dans les importations mondiales             | 0,62 % (2006)                               |
| Part dans les exportations mondiales             | 0,48 % (2006)                               |
| Dépenses militaires                              | 1,3 % du PIB (2008)                         |
| Exportations d'armes                             | 39 millions de dollars (2005)               |
| Dépenses d'éducation                             | 5,4 % du PIB (2006)                         |
| Consommation électrique                          | 4 884 kWh par habitant (2004)               |
| Émissions de CO2                                 | 9,19 tonnes par habitant (2004)             |

### Classement des principales puissances économiques en Afrique
| Rang | État           | PIB                         |
| ---- | -------------- | --------------------------- |
| 1    | Afrique du Sud | 373 milliards de dollars US |
| 2    | Égypte         | 348 milliards de dollars US |
| 3    | Algérie        | 267 milliards de dollars US |

### Discrimination «positive»
Depuis 1994, les autorités sud-africaines ont mis en œuvre une politique d'affirmative action ou regstellende aksie (discrimination positive), visant à promouvoir une meilleure représentation de la majorité noire dans les différents secteurs du pays (administration, services publics et parapublics, sociétés nationalisées et privées). Ainsi, dans de nombreux secteurs, des Blancs ont été invités à faire valoir leurs droits à la retraite ou à accepter des licenciements, moyennant une indemnité de départ. Un des résultats fut l'appauvrissement d'une partie de cette minorité blanche (10 % de ses membres vivent aujourd’hui avec 1 000 euros par an).
Ce programme a cependant contribué au développement d'une classe moyenne noire. Les black diamonds, qui gagnent plus de 6 000 rands par mois (520 euros), représentent environ 10 % de la population noire mais ceux-ci sont en général très endettés et souffrent de l'augmentation régulière des taux d'intérêt. Il est également reproché à cette politique de discrimination positive de ne favoriser qu'une toute petite partie de la population des noirs, ceux qui sont diplômés, vivant dans des centres urbains.
Par ailleurs, une étude rendue publique en 2006, et portant sur la période 1995-2005, montre que les blancs qualifiés émigrent en masse : en dix ans, 16,1 % des Sud-Africains blancs auraient quitté le pays. À la suite des critiques des partis d'opposition, le gouvernement sud-africain redéfinit sa politique de discrimination positive en cherchant à favoriser le retour au pays de ces expatriés trop nombreux et trop qualifiés. C'est la vice-présidente Phumzile Mlambo-Ngcuka qui est chargée de mettre cette réforme en œuvre en promouvant des salaires incitatifs à ceux qui reviendraient au pays.
En juillet 2008, l'écrivain sud-africain André Brink s'en prend à la mise en œuvre de la politique de discrimination positive constatant que l’application de celle-ci a « atteint des extrêmes ridicules qui ont conduit à l’exil bon nombre des personnes les plus qualifiées et les plus habiles du pays, tandis que le gouvernement et ses officines remplacent avec constance la compétence réelle par la médiocrité et l’infériorité ».
En août 2008, des membres de la nouvelle direction de l'ANC, mise en place par Jacob Zuma, reconnaissaient, auprès des entrepreneurs et des représentants de la minorité blanche, les errements pratiqués dans le domaine de la discrimination positive et promettaient d'infléchir la politique du prochain gouvernement qui succéderait à celui de Thabo Mbeki. Ainsi, Mathews Phosa, trésorier général de l’ANC, reconnaissait le « déficit de compétences dans des secteurs comme la gestion financière, les technologies de l’information, la gestion du système judiciaire et des questions sécuritaires » causé par la pratique de la discrimination positive. Il indiquait par ailleurs que le « personnel Blanc qualifié serait bien accueilli par la prochaine administration » en 2009.

### Réforme agraire

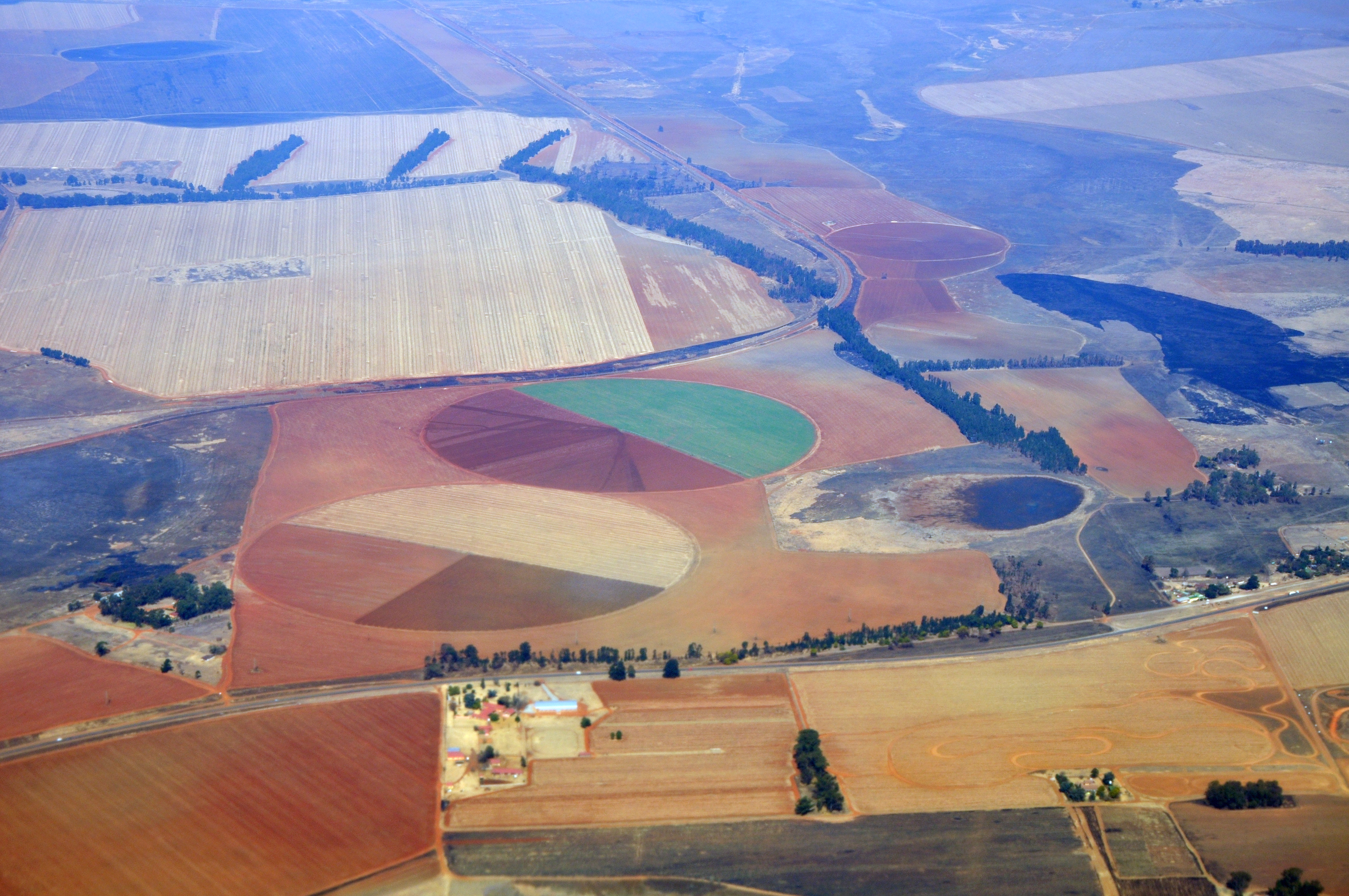
Terres agricoles en Afrique du Sud.

Après la seconde guerre des Boers (1899-1902), la spoliation des populations noires a été institutionnalisée. En 1913, le Natives Land Act limite la propriété foncière des personnes noires à 7 % du territoire (étendu à 13 % en 1936). Quatre millions de paysans perdent alors les terres qu'ils possédaient encore et deviennent généralement métayers ou mineurs, une main d’œuvre peu couteuse pour les propriétaires.
En 1994, 87 % des terres arables d'Afrique du Sud appartenaient à des fermiers blancs. L'objectif de la réforme agraire alors mise en place est de redistribuer 30 % des terres aux populations noires d’ici 2014. Selon le procédé mis en place, l’État sud-africain rachète les propriétés au prix du marché pour les redistribuer selon le principe du volontariat. Les deux tiers des 79 000 réclamations, enregistrées avant la date butoir fixé au 31 décembre 1998, sont satisfaites mais il s'agit majoritairement de terres en zones urbaines et non dans les régions agricoles. En 2006, seules un peu plus de 3 % des terres concernées avaient effectivement été redistribuées. L'objectif de 30 % est par la suite repoussé à 2025. La loi prévoit que les descendants des fermiers noirs, dépossédés par la force ou injustement indemnisés dans le cadre des lois adoptées depuis 1913, peuvent demander la restitution de leurs terres. En juillet 2005, la majorité des 4 000 participants au « Sommet sur la terre », a recommandé des expropriations alors que la vice-présidente Phumzile Mlambo-Ngcuka demandait d'« importer des experts du Zimbabwe ».
À la mi-2011, sur 24,6 millions d’hectares, près de 2 millions d'hectares (8 %) ont été transférés à 1,2 million de noirs alors que 60 000 blancs possèdent et gèrent 80 % des surfaces cultivables. Selon d’autres estimations, la part des transferts ne serait pas supérieure à 5 %. Ce faible pourcentage s'explique par la volonté de l’État sud-africain d’éviter un effondrement de la production comme au Zimbabwe voisin au début des années 2000, parce que de nouveaux acquéreurs, incapables de maintenir des rendements équivalents, ont eux-mêmes revendu leurs terres, et surtout parce que le gouvernement devrait débourser jusqu'à 5 milliards d’euros pour dédommager les propriétaires pour atteindre les 30 % escomptés. Le gouvernement ne veut pas que cette redistribution affecte la rentabilité économique de ces terres (l'Afrique du Sud est un pays émergent où l'agriculture ne représente cependant que 3 % du PIB). Dans la province du Limpopo, 90 % des terres agricoles font l’objet de réclamations mais les restitutions effectuées ont majoritairement tourné au désastre, marqué par une sous-exploitation de ces terres laissées en déshérence, faute d'encadrement technique et financier. L’Université de Pretoria estime ainsi que dans 44 % des cas, la production a significativement baissé quand elle n'a pas tout simplement cessé dans 24 % des cas.
Le 31 août 2011, sous la pression politique de Julius Malema, le jeune chef de la ligue de jeunesse de l'ANC, le ministre de la Réforme agraire présente un nouveau projet de redistribution des terres dont l'objectif est de restreindre la propriété foncière privée, de restreindre l’achat de terres par des étrangers mais aussi de transférer des terres appartenant aux Blancs à des agriculteurs noirs.
L'Afrique du Sud est au palmarès des huit premiers producteurs de coton d'Afrique de l'est, du sud et du nord au milieu des années 2010 et neuvième au palmarès des producteurs africains de thé au début de la décennie 2010, dominé par le Kenya. Le secteur agricole doit cependant faire face à la sécheresse : dans la province du Cap, celle-ci a fait baisser la production de 20 % en 2019.
En 2018, 30 000 fermes commerciales emploient environ 840 000 ouvriers agricoles. Les conditions de vie de ces derniers sont souvent difficiles ; beaucoup vivent dans des taudis dépourvus d'eau courante. La directrice de l'association pour l'avancement rural, Laurel Oettle, souligne que « les saisonniers n'ont pas de revenus pendant des mois. Certains sont parfois payés en produits agricoles. Les cas d'abus sexuels sont nombreux. L'accès aux tombes des ancêtres donne lieu à des conflits. »

### Réquisition d'actifs d'entreprises par le pouvoir politique
Depuis 1994, pratiquement tous les grands groupes miniers et les banques ont cédé entre 10 et 26 % de leur capital à des noirs, indiens et Coloureds. Dans un premier temps, une petite élite noire, issue des leaders de l'ANC, s'est reconvertie avec succès dans les affaires en bénéficiant de grosses cessions de capital d'entreprises. Le plus riche d'entre eux est Patrice Motsepe qui est devenu le 2e Noir le plus riche au monde avec 3,3 milliards de dollars derrière le Nigérian Aliko Dangote avec 13,3 milliards de dollars selon le magazine Forbes en 2011.
Depuis 2000, des objectifs précis ont été négociés dans certains secteurs (mines, banques, distribution du pétrole, etc.). Ainsi, selon la charte minière de 2002, toutes les compagnies doivent céder 26 % de leur capital d'ici à 2014. Les Noirs devront représenter 40 % des cadres en 2009. Les compagnies qui ne respecteront pas ces conditions pourront perdre leurs droits d'exploitation.
Un arsenal législatif est d'ailleurs en cours d'adoption. Des objectifs précis seront fixés notamment en matière de cession de capitaux et de promotion interne des Noirs dans les entreprises.
Toutes les entreprises y compris les PME devront remplir un bulletin de note (ceux qui auront les meilleures notes auront plus de chance de remporter les marchés publics). Les multinationales sont cependant exemptées.

### Fluctuations du rand et inflation
En 2007, la monnaie nationale, le rand, s'était nettement dépréciée par rapport à l'euro et au dollar. En 2010-2011 par contre, elle s'est renchérie significativement. En 2012, le rand montre sa résistance face à l'euro.
Si en 1970, un rand valait un dollar, la monnaie sud-africaine n'a cessé de se déprécier depuis les années 1980. En février 2008, l'euro valait plus de 11 rands alors que le dollar valait 7,50 rands (soit une perte de 12 % de sa valeur depuis le début de la même année). En 2011, l'euro ne vaut plus que 9,90 rands et le dollar vaut 7,10 rands, ce qui semble confirmer la valeur refuge que le rand peut constituer face aux turbulences rencontrées en Europe et aux États-Unis. Depuis lors, en 2011, les taux ont sensiblement baissé, passant de 15 % en 2007 à moins de 9 % en 2011.
En 2007, l'inflation qui avait été jusque-là maîtrisée, atteint 8,6 % alors que la hausse des prix dépasse les 6 %, obligeant la Banque centrale sud-africaine à augmenter à quatre reprises ses taux d'intérêt. En 2011, l'inflation retombe à 4 %.

### Difficultés structurelles de l'économie sud-africaine

Évolution du PIB réel par habitant de différents pays d'Afrique australe.

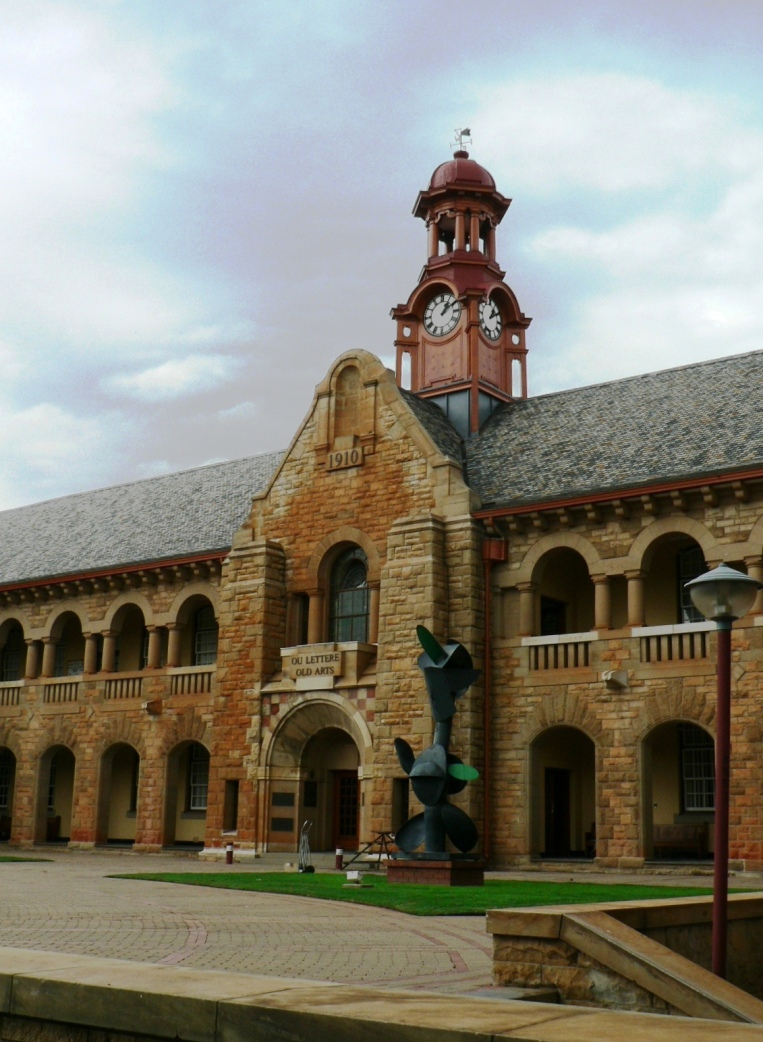
Université de Pretoria.

Dans les années 1950, l'Afrique du Sud avait développé une large gamme d’hydrocarbures synthétiques. Elle y était contrainte par deux facteurs : l'Apartheid, qui avait entraîné un blocus des produits pétroliers, puis, bien plus tard, en 1979, par l’arrêt des livraisons en provenance de l’Iran, seul fournisseur de l’Afrique du Sud jusqu'à la révolution qui renversa le régime du Shah.
En 2008, la croissance sud-africaine a été minée par des coupures d'électricité qui ont paralysé les grandes villes, provoquent des embouteillages monstres sur les grandes artères et menacent l'économie du pays et de la région, en provoquant notamment la fermeture provisoire des principales mines d'or, de platine et de diamant. À la suite de cette crise qui remet en cause l'activité salariée de 450 000 personnes, le gouvernement fait son mea culpa pour n'avoir pas modernisé ou construit de centrales électriques depuis la fin de l’apartheid. Cette crise a menacé un temps la valeur du Rand en baisse constante à l'époque ainsi que la capacité de l'Afrique du Sud à organiser la Coupe du monde de football en 2010. Ces prévisions alarmistes se sont véritablement vérifiées aux vues des pertes engendrées par la Coupe du Monde de football et ce malgré la mise en marche de nouvelles centrales électriques. Cette Coupe du Monde aura eu un effet dévastateur sur l'emploi, et entraîné des pertes financières estimées à 2,1 milliards d'euros. 85 % de l'électricité sud-africaine est produite à partir de centrales thermiques fonctionnant au charbon, dont certaines sont vieillissantes.
Pour pallier cette pénurie, de nouvelles centrales électriques sont en construction, comme la centrale solaire de Khi Solar One dans le Cap-Nord, ou le parc éolien West Cost One dans le Cap-Occidental.
Néanmoins, à la fin du mandat du président Thabo Mbeki en 2008, de nombreuses faiblesses ou erreurs de sa gestion sont mises en exergue par la presse occidentale, notamment la dégradation de l'état des routes (qui demeure le meilleur réseau routier d'Afrique, devant celui du Maroc), les carences du système de santé publique, la dégradation des hôpitaux publics et des écoles publiques. La corruption et l'inefficacité de l'administration, par manque de personnel, de motivation et de moyens complètent le tableau des difficultés structurelles auxquelles fait face l'Afrique du Sud.
En 2018, d'après la géographe spécialiste de l'énergie Bernadette Mérenne-Schoumaker, l'un des grands défis de l'économie sud-africaine est de diversifier son mix énergétique dans l'optique d'une transition énergétique, sans abandonner un secteur minier qui représente plus de 455 000 emplois dans un pays où le chômage dépasse 27 %.

### Tourisme

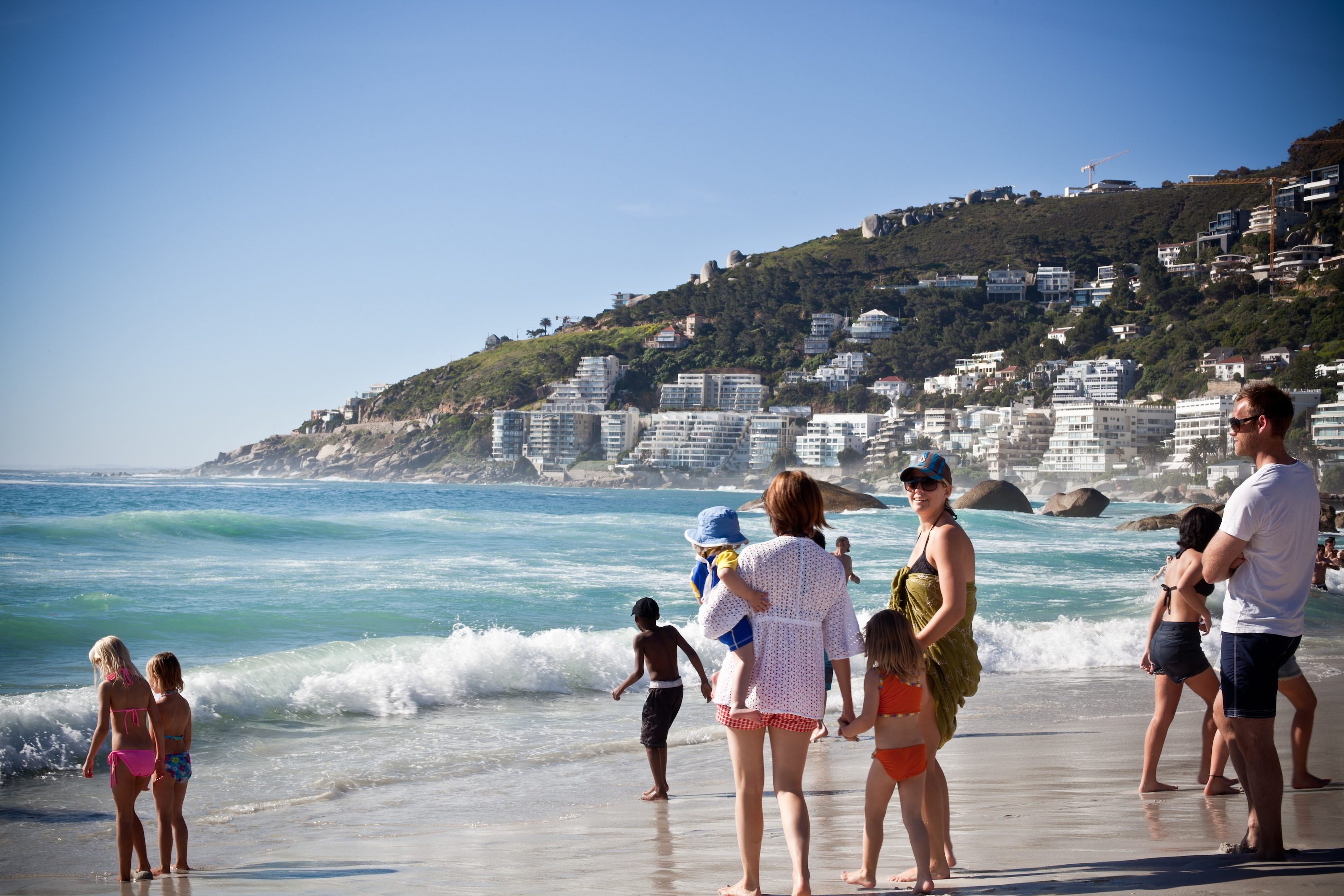
Plage de Clifton.

L'Afrique du Sud connaît un essor touristique continu. La découverte des parcs nationaux et autres réserves d'animaux aux excellentes structures d’accueil reste l'un des arguments principaux du séjour, mais le pays présente de nombreux autres attraits.

#### Faune
En partant du nord-est vers le sud-ouest, on trouve en Afrique du Sud l'une des plus grandes diversités d'animaux du continent, :
- Les « Big Five » (terme de chasse réunissant buffles, éléphants, léopards, lions, rhinocéros) sont présents ainsi que les girafes et les guépards, dans le plus grand (350 km de long, 55 km de large) des vingt-deux parcs nationaux sud-africains, le parc national Kruger ; l'aspect particulier de la brousse (végétation parsemée d'arbustes), ses animaux rares (lycaon, rhinocéros noir) et le séjour dans des loges de safari en font une destination touristique importante.
- Au sud du Eswatini, la réserve d'Hluhluwe-Umfolozi tire son intérêt de la présence des Big Five mais aussi des rhinocéros blancs, espèce très rare qui a échappé à l'extermination[117].
- Les marais de la région de Santa Lucia, dans le KwaZulu-Natal, abritent des hippopotames, des crocodiles et nombre d’espèces d'oiseaux.
- Dans la province du Nord-Ouest, le parc national Pilanesberg accueille des rhinocéros blancs, des zèbres, des buffles, des girafes.
- Non loin du Cap se trouvent les réserves d'oiseaux sauvages du lagon de Langebaan (en) et de Lambert's Bay (en).
- À mi-distance du Cap et de Port Elizabeth, il est également possible de visiter des fermes d'autruches autour d'Oudtshoorn.
- Situé au nord de Port Elizabeth, Addo est un parc national réputé pour ses éléphants.
- Dans les savanes du désert du Karoo vivent les springboks, une espèce d'antilope du sud de l'Afrique.
- On les retrouve dans le parc transfrontalier de Kgalagadi, aux confins de la Namibie et du Botswana, où ils voisinent avec les lions, les guépards, les zèbres, les gnous, les suricates (petites mangoustes « stars »[Pour qui ?] de l'endroit) et de nombreuses espèces d'oiseaux, dont l'aigle martial.

#### Paysages et randonnées
Un élément notable des paysages sud-africains est une longue barrière montagneuse, le Drakensberg, qui court des confins du Mozambique jusqu'à la province du Cap. Les panoramas que le Drakensberg a engendrés dans le Transvaal, tout particulièrement ceux du Blyde River Canyon (26 km) comptent parmi les plus beaux du pays. Ils attirent les randonneurs dont les plus chevronnés se lancent, à l'est du KwaZulu-Natal et du pays zoulou, vers les sommets au-dessus de 3 000 m de Cathedral Peak ou du parc national de Royal Natal.
Au sud, les paysages gagnent en diversité : on peut aussi bien apprécier les reliefs tourmentés et déchiquetés de la région désertique du Karoo et de la vallée de la Désolation que la douceur de la route des vins, à l'est du Cap.
Les huguenots chassés de France se sont installés dans cette région : « le coin des Français » (Franschhoek) et ces vignobles en sont un fort symbole.
On peut également choisir des visites ponctuelles : tout près du Cap, le jardin botanique national de Kirstenbosch, le plus riche du pays grâce à ses 4 500 espèces, ou les grottes du Cango, réputées notamment parce qu'elles renferment des fresques et des motifs sans.
D'autres peintures et gravures bochimans sont visibles dans le KwaZulu-Natal, le long de la frontière est du Lesotho (parc national de Royal Natal, Giant's Castle (en)), où il est aussi possible de se familiariser avec les coutumes du peuple zoulou.
Deux curiosités caractérisent la région du fleuve Orange : Les spectaculaires chutes d'Augrabies, d'une hauteur de 146 m, et les mines de diamant de Kimberley.
La majorité de ces sites bénéficient d'une excellente structure touristique et d'un important réseau national de grandes randonnées.